# 特捜9
『特捜9』（とくそうナイン）は、2018年から2025年までテレビ朝日系列で断続的に放送されていた刑事ドラマシリーズ。主演は井ノ原快彦で、『警視庁捜査一課9係』（以下、9係）シリーズの続編に当たる。東映制作。
以下、本文中における「S」表記はseason、「SP」表記はスペシャルを指すものとする。

## 概要
2006年から2017年まで放送された『警視庁捜査一課9係』が、主演を務めてきた渡瀬恒彦の逝去に伴い終了したことを受け、翌2018年に改題のうえ再スタートしたのが本シリーズである。
『9係』で渡瀬が演じてきた加納倫太郎に代わり、同シリーズの準主役であった井ノ原演じる浅輪直樹が、本シリーズより正式に主役へ昇格した。シリーズのタイトルも『9係』の世界設定を受け継ぐとともに、所属部署が9人チームの「特別捜査班」であることにちなんだものである。放送期間は『9係』の末期より引き続き、原則として各年度の4月クールに定められており、年度下半期に放送される『相棒』などと並んで、テレビ朝日系列の水曜21時台（21時 - 21時54分）に設けられている刑事ドラマ枠の定番シリーズとしても定着していた。
前述した新シリーズへの移行の経緯ゆえに、主人公の浅輪を始めとする登場人物も『9係』よりそのまま続投する者が多い一方、主人公たちが属する「特別捜査班」は前シリーズの「捜査一課第9係」から地続きのチームという訳ではなく、後述の通りシリーズの切り替わりの間に起きたある事件とその過程で発生した9係の解散という事態を経て、新メンバーの宗方朔太郎（寺尾聰）と新藤亮（山田裕貴）を加える形で新規に立ち上げられた部署である。本シリーズの物語は、この特別捜査班としてメンバーが再結集するまでの過程に始まり（S1第1話）、さらにS1では毎回の事件と並行して班長の宗方にまつわる様々な謎が描かれ、9係解散にまつわる事件の真相とがシーズンの最終回で交差する形となっている。
本シリーズは2025年までに通算8シーズン、全86回が制作・放送され、同年に放送されたfinal season（S8）をもって『9係』から約20年におよんだシリーズが完結した。シリーズ最終回ともなったS8第10話は、特捜班に対するテレビの密着取材を中心にかつての特捜班メンバーやその関係者も複数登場する形で物語が展開され、『9係』時代も含め初めて「事件が発生しない」という異例の回となった。また終盤のシーンでは、かつて加納が使っていた調理道具と共に、『9係』時代に撮影された渡瀬の写真が登場。エンドロールでは、『9係』のS12第1話以来8年ぶりに渡瀬の名前が「出演者」としてクレジットされた。そしてラストシーンでは、浅輪が『9係』から『特捜9』に至るまでの20年間を振り返るとともに、密着取材番組の視聴者に対するメッセージを語る形で物語が締めくくられた。

## あらすじ
警視庁捜査一課9係は、係長・加納倫太郎（演：渡瀬恒彦）のもとに集まった個性的な刑事・浅輪直樹（演：井ノ原快彦）、小宮山志保（演：羽田美智子）、村瀬健吾（演：津田寛治）、青柳靖（演：吹越満）、矢沢英明（演：田口浩正）の5人が盤石のチームプレーで数々の事件を解決してきた。 その後、加納がテロ対策室のアドバイザーをするために9係を離れたが、それでも残ったメンバー5人は数々の事件を解決していた。しかし、“ある事件”で失態を押し付けられてしまい9係は解散。メンバー5人は各々が別々の所轄署へ左遷され散り散りとなってしまった。
それから1年後、警視総監の神田川宗次朗（演：里見浩太朗）は事件の早期解決を目指す、自身直轄の「独立した捜査班」の結成を指示。班長に任命された宗方朔太郎（演：寺尾聰）のもとに、かつての9係のメンバーが再集結、浅輪は主任になることになり、新しいメンバーとして新藤亮（演：山田裕貴）も加わり、7人体制の「特捜9」として生まれ変わった。
その後、特捜班は9係を解散へ追いやった黒幕を逮捕。お咎めもなく、特捜班は解散されなかった。捜査一課に警戒されながらも、様々な難事件を解決していたが、ある事件を解決した代償に宗方は特捜班を去る。
それから9か月、特捜班には地味な仕事ばかり回されていたが、ある日警備のために訪れた場所で殺人事件が起きる。そのころ二代目の班長も選ばれようとしていた。

## 登場人物
警視庁捜査一課特別捜査班 / 警視庁捜査支援分析センター（SSBC） / 元特捜班のメンバー / 特捜班の関係者 / 警視庁 / 警察庁 / 関東監察医務院 / 法曹関係者 / その他 / ゲスト season1（2018年） / スペシャル（2019年） / season2（2019年） / season3（2020年） / season4（2021年） / season5（2022年） / season6（2023年） / season7（2024年） / final season（2025年）

### 警視庁捜査一課特別捜査班
浅輪直樹（あさわ なおき）
演 - 井ノ原快彦（V6 / 20th Century）（少年時代：三村航輝（Go!Go!kids / ジャニーズJr.）〈S6第8話〉）
経歴：警視庁新宿中央警察署刑事課
→ 警視庁捜査一課9係
→ 警視庁渋谷中央警察署刑事課主任（S1第1話）
→ 警視庁捜査一課特別捜査班主任（S1第1話 - S7）
→ 警視庁捜査一課特別捜査班班長（S8第1話 - ）
階級：巡査部長（S1） → 警部補（S2 - S7） → 警部（S8 - ）
本シリーズの主人公。1976年4月8日生まれ。
血液型はA型。9係解散後は所轄の渋谷中央署に勤務していたが、そこで偶然出会った宗方の指名により最初に特捜班へ召集される。9係解散の経緯もあって一度は躊躇うものの、「もう一度同じチームで」と9係時代のメンバーに声をかけた。最初の事件を解決後、宗方から特捜班主任を拝命される。
S1では巡査部長のまま主任を務めていたが、S2で警視庁複数警部補制運用要綱の適用を受け無試験で指揮権のある警部補（統括警部補）へ特別昇進。
その後、国木田の異動以降空席となっていた特捜班班長のポストを打診され、就任を決意。試験を経て警部へ昇進し、2024年10月1日付で特捜班の3代目班長となる。
捜査では主に新藤とコンビを組んでいたが、新藤の異動以降は入れ替わりで加入した高尾と組み、国木田の異動以降は単独で動くことが多い。
少年時代は浜風ニュータウンに住んでいた。
小宮山志保（こみやま しほ） → 村瀬志保（むらせ しほ）
演 - 羽田美智子
経歴：警視庁南青山警察署
→ 警視庁捜査一課9係
→ 警視庁捜査一課9係主任
→ 警視庁二子玉川警察署生活安全課係長（S1第1話）
→ 警視庁捜査一課特別捜査班（S1第1話 - ）
階級：警部補
1974年9月23日生まれ。本籍は茨城県。
血液型はO型。9係解散後は仕事の傍ら婚活をしており、浅輪から特捜班に誘われた際には9係解散の一件から躊躇ったものの、捜査協力を通して居心地の良さを思い出し、事件解決後加入する。
長年コンビを組んできた村瀬とは9係時代から微妙な関係が続いていたが、S4第5話で負傷した村瀬の面会に自身を「妻」と偽って出向いて以降、彼との結婚を真剣に考えるようになる。その後、村瀬の看病をするうちに互いに歩み寄り、最終回でプロポーズを受け承諾した。
S5からは結婚し名字も「村瀬」となったが、浅輪ら旧知の元9係メンバーからは変わらず「小宮山さん」と旧姓で呼ばれている。村瀬の異動以降は国木田と、その国木田が異動して以降は高尾とコンビを組んでおり、高尾とは「志保さん」「由真ちゃん」と下の名前で呼び合っている。
青柳靖（あおやぎ やすし）
演 - 吹越満
経歴：警視庁捜査一課9係
→ 警視庁捜査一課9係主任
→ 警視庁捜査一課9係
→ 警視庁資材課
→ 退職（S1第1話）
→ 警視庁捜査一課特別捜査班（S1第1話 - S7）
→ 警視庁捜査一課特別捜査班主任（S8第1話 - ）
階級：警部補
1969年8月5日生まれ。
血液型はB型。資材課に配属後、妙子との恋仲を警察上層部から問題視され、特捜班設立の2か月前に退職する。長年の相棒だった矢沢にだけその事実を明かしこっそり再就職先を探していたが、実は辞表が受理されず保留されたままとなっており、浅輪らの説得や宗方にその辞表を突き返されたこともあり、調査会社の採用内定を辞退し特捜班の一員として警察に復帰。
捜査では9係時代同様に矢沢とコンビを組む。いつも跳ね上げ式のサングラスをかけている。警察を離れたS1第1話では髪を伸ばしていたが、警察復帰ならびに特捜班への配属にあたって9係時代と同じ短髪オールバックに戻っている。
S8では班長へ昇進した浅輪の後任として特捜班の主任を務める。
9係時代から妙子との結婚と「刑事」という自身の立場との間で揺れ動く日々を送っていたが、S8第8話で「結婚はできないまでもせめて指輪くらいは」と手製の「結婚指輪」を妙子のステージ上でプレゼントし、今後も妙子と共に過ごしていくことを誓った。
矢沢英明（やざわ ひであき）
演 - 田口浩正
経歴：警視庁捜査一課9係
→ 警視庁杉並南警察署総務課主任（S1第1話）
→ 警視庁捜査一課特別捜査班（S1第1話 - ）
階級：巡査部長
1975年9月8日生まれ。
血液型はA型。浅輪から特捜班への異動を打診され、安全な仕事を望む妻への配慮から一時は断るも、彼を気遣い招集要請に応じる。またその際に長年の「相方」である青柳を誘ったがその時は断られてしまっている。
また本シリーズで浅輪が主任を務めたことにより、『9係』時代から在籍しているメンバーでは捜査部門の主任経験がない唯一の人物となっている。
高尾由真（たかお ゆま）
演 - 深川麻衣（S5第1話・第3話 - ）
経歴：警視庁品川東署刑事課（S5第1話）
→ 警視庁捜査一課特別捜査班（S5第3話 - ）
階級：巡査（S5） → 巡査部長（S6 - ）
元々は品川東署刑事課の新人刑事。真面目で堅物な性格故に自由奔放な班員達に付いていけない事もある。S5第1話で品川東署の捜査に参加していた特捜班と出会う。その後上司と揉めてしまい、「ここには置いておけない」と言われたことを機に異動を願い出ることを決め、特捜班に加わった。しばらく謹慎扱いになった新藤の代わりに班員達のお目付け役を任される事になった。捜査では浅輪や志保とコンビを組んでおり、志保とはお互いに下の名前で呼び合っている。

### 警視庁捜査支援分析センター（SSBC）
村瀬健吾（むらせ けんご）
演 - 津田寛治（S1 - S4 / S5第1話・第5話・第6話・最終回 / S6第1話・第2話・最終回 / S7第9話・最終回 / S8第6話・第7話・最終回）（少年期：柏原梓〈S4第3話〉）
経歴：警視庁捜査一課9係主任
→ 警視庁捜査一課14係長
→ 警視庁捜査一課9係
→ 警視庁東中野警察署刑事課係長（S1第1話）
→ 警視庁捜査一課特別捜査班（S1第1話 - S4最終回）
→ 警視庁捜査支援分析センター副所長（S5第1話 - ）
階級：警部補
血液型はA型。浅輪から特捜班の誘いを受け一度は断るが、特捜班に自身が担当していた事件の捜査協力を頼んだ。事件解決後、「班には主任として自分がいなければ」という理由で特捜班に加入したが、結果的に自身ではなく浅輪が主任に選ばれ「話が違う」と戸惑いを隠せなかった。
捜査では9係時代と同様に志保とコンビを組んだ。しかしS4第3話で、加納倫太郎をはじめとする旧9係や特捜班のメンバー、妹のめぐみのことをなぜか頻繁に思い返すようになる。特に長年コンビを組んできた志保にめぐみの面影を重ね合わせ感傷的になるが、帰宅途中に偶然出くわした志保とひとしきり会話をして別れた直後、何者かに背中を刺されてしまう。幸い一命は取り留めたものの、神経を損傷したことで下半身不随になり、リハビリを兼ねて城束総合病院に入院する。その後退院し、自身を刺した犯人・八木敬司を特捜班のメンバーとともに逮捕する。9係時代に安西つかさと別れて以降、志保に思いを寄せるもののあと一歩を踏み出せない状態が続いていたが、自身の負傷をきっかけに互いに歩み寄り、S4最終回で特捜班メンバーらの後押しもあって志保へプロポーズし、承諾される。
S5からは特捜班を離れ、警視庁捜査支援分析センターの副所長を務めている。また同シーズンではある事件の際に特捜班を訪れ、部下の三ツ矢を特捜班の面々に紹介してもいる。
三ツ矢翔平（みつや しょうへい）
演 - 向井康二（Snow Man）（S5 - ）
経歴：警視庁捜査支援分析センター分析官（S5 - ）
捜査支援分析センター（SSBC）所属の分析官。村瀬の部下である。事務畑出身で刑事経験はないが、特捜班との出会いで、刑事への思いが芽生え始めた。明るいお調子者的性格で一言多いこともあり、よく村瀬から注意されるものの、その村瀬をして「1言えば10分かる」と言わしめるように、仕事に関してはとても優秀で、特捜班からの無理なオーダーにも期待以上に応える。

### 元特捜班のメンバー
宗方朔太郎（むなかた さくたろう）
演 - 寺尾聰（S1 - S2 / S4第3話〈回想・ノンクレジット〉）（30年前：神藤兼征〈S2第4話〉）
経歴：神楽坂警察署
→ 警察庁長官官房人事課監察官補
→ 退職
→ 警視庁捜査一課特別捜査班長（S1 - S2）
→ 退職（S2最終回）
階級：警部
特捜班の初代班長。物語開始から遡ること5年前まで、当時首席監察官であった高森の下で働いていたが、その謀略に巻き込まれる形で妻と心中した警察官・桜庭忠司の死に責任を感じ辞職。遺族である琴美を引き取り、妻と共に育てていた。その妻が他界した後、親交のあった神田川の要請を受け「子育て優先」という条件で警察に復帰する。
特捜班の捜査は基本的に浅輪に任せているが、時折事件解決の糸口になる助言を与えている。
浅輪を警部補にするという目的を果たしたことと、浅輪を守るために辞表を出し、特捜班を去る。
国木田誠二（くにきだ せいじ）
演 - 中村梅雀（S3 - S7第3話・最終回 / S8第1話・最終回）
経歴：警視庁捜査一課6係係長
→ 警視庁総務部広報課主査（S3第1話）
→ 警視庁捜査一課特別捜査班長（S3第2話 - S7第3話）
→ 警視庁音楽隊（S7第3話 - ）
階級：警部
1965年12月12日生まれ。
特捜班の2代目班長。元は広報課主査で、誰に対しても敬語で接する一方無機質かつ機械的だが、和菓子に目がなく、ある被害者の実家が和菓子屋であることを知ると真っ先に聞き込みに向かい、ちゃっかり和菓子を食すなどの一面を見せていた。身の回りの整理整頓がされてないと指摘したり、床に手をつけることを拒むなど、潔癖症の節がある。神田川から後に警視庁捜査一課特別捜査班長に任命された。浅輪たちに着任の挨拶をしたあと、自分は一切捜査をする気がないことを伝える。
その背景には、任命から遡ること3年前に6係が担当した事件で冤罪を引き起こしたという過去が関係していたが、S3最終回にてその事実と、犯人が自殺したことについて自身でケジメをつける旨を浅輪たちに明かし、初めて彼らと共に捜査を始める。
S3では主に特捜班の執務室の整理整頓を行っていたが、S4で村瀬が入院して以降は小宮山とコンビで捜査に参加するようになった。
S7第3話を最後に特捜班を離れ、音楽隊に異動。同シーズンでは最終回にも再登場し、同話数にて発生した事件にも深く関わることとなる。
新藤亮（しんどう りょう）
演 - 山田裕貴（S1 - S4 / S5第1話-第3話・第8話・第10話・最終回 / S6第1話・最終回 / S7 / S8最終回）（小学生：鈴木大和〈S5最終回〉）
経歴：警視庁新宿中央警察署刑事課（S1第1話）
→ 警視庁捜査一課特別捜査班（S1第2話 - S5第3話）
→ 謹慎（S5第4話 - 最終回）
→ 警視庁捜査一課特別捜査班（S5最終回）
→ 警察庁科学警察研究所（S6）
→ 警視庁捜査一課特別捜査班（S7）
→ 警察庁警備局警備企画課（S7最終回）
階級：巡査
1990年10月13日生まれ。
血液型はB型。柴崎の根回しで特捜班に加わった新人刑事。浅輪とは異動前に遭遇した宝石強盗事件で初対面しており、そのためか捜査時には浅輪とコンビを組むことが多い。
父の新藤将吾も世田谷南警察署にいた元警察官。行動力はあるが、手柄を焦るあまり先走りやすい傾向がある。当初は浅輪をはじめとする他のメンバーの地道な捜査方針を軽んじていたが、後に警察官が関わった事件を通して浅輪たちの能力と地道な捜査方針の大切さを理解したことで見直すようになる。
S5に入ってからは、上記の通り登場しない回も多々見られるようになる。S6では一時的に特捜班を離れ、科警研で研修を受けていることが作中にて言及され、最終回で研修を終え特捜班に顔を出す。S7では特捜班に復帰する。途中科警研に呼ばれ、昨年度の資料の整理のため特捜班を抜けることもあった。同シーズンでは全話にわたって登場するものの、後に警察庁警備局警備企画課への異動要請が下り、名残を惜しみながらも浅輪の後押しにより特捜班を離れることを決断する。

### 特捜班の関係者
浅輪倫子（あさわ みちこ）
演 - 中越典子
直樹の妻。1985年6月19日生まれ。
パティシエール。旧9係時代から直樹と交際し、解散後に結婚した。
直樹の元上司であった9係元係長・加納倫太郎の娘で、両親の離婚後は母方の旧姓である「石川」を名乗っていた。
垣内妙子（かきうち たえこ）
演 - 遠藤久美子（S1第1話 / SP / S2第9話 / S4第6話 / S6第5話・第6話・最終回 / S8第1話・第2話・第5話・第8話・最終回）
クラブ歌手。青柳とは恋人の仲で、現在も青柳と同棲している。S6では病院に入院するが、無事退院する。
矢沢早苗（やざわ さなえ）
演 - 畑野ひろ子（S1第6話 / SP / S8第4話・第5話・最終回）
矢沢の妻。漫画家。9係解散により夫が危険な事件捜査を行わない総務課に異動したことを喜んでいた。聞き込み先で偶然遭遇し事実を知った際には苦言を呈しながらも受け入れている。
桜庭琴美（さくらば ことみ）
演 - 庄野凛（S1 - SP / S2最終回）（2歳：佐藤恋和）
宗方とともに暮らしている少女。5年前に死を悟った父親である桜庭忠司と母の手により押し入れに隠されたことで難を逃れ、両親が暴力団「龍丸会」の構成員に殺害された後は心配で駆け付けた宗方によって発見される。その後宗方に引き取られ、以降宗方の手で育てられていた。宗方のことを「朔たん」、倫子のことを「ミチタン」と呼んでいる。
宗方の職業上、恨みを買いやすい職業であるうえに、一人で留守番させる時間が多かったため、season2からは、宗方の亡き妻の親戚に預けられていた が、S2最終回にて宗方が警察官でなくなったことから再び一緒になった。
桜庭忠司（さくらば ただし）
演 - 吉田悟郎（S1第1話・第6話・最終回）
琴美の父。警視庁練馬東警察署刑事課の元刑事で、階級は巡査部長。5年前の事件で証拠の捏造を疑われ、自宅謹慎中に暴力団「龍丸会」の構成員により妻共々首吊り自殺に見せ掛けられて殺害される。
桜庭良美（さくらば よしみ）
演 - 末永百合恵（S1第1話・第6話・最終回）
琴美の母。5年前、忠司の口封じを狙った暴力団「龍丸会」の構成員に襲われ、夫と共に首吊り自殺に見せ掛けられて殺害される。
宮原礼二（みやはら れいじ）
演 - 金児憲史（S2第6話 / S8第6話）
倫子が勤めていたケーキ店「パンとケーキの店ミヤハラ」の息子。パティシエで現在はお菓子教室のボランティアをしている。児童養護施設「希望つくし園」で浅輪と再会。浅輪と倫子が結婚したことは知らなかった。
村瀬めぐみ
演 - 山﨑千聖（S4第3話）
村瀬の亡き妹。
矢沢福太郎
演 - 木村風太（S8第1話・第2話・第4話・第5話・第8話・最終回）
英明と早苗の息子。高校生。交際相手の萌を妊娠させてしまう。英明、早苗と共に花村家へ行き、萌の両親に妊娠させてしまったことを謝罪する。
花村萌
演 - 丸山純怜（S8第1話・第2話・第5話・最終回）
福太郎の同級生で交際相手。努と陽子の娘。福太郎の子供を妊娠してしまう。

### 警視庁
柴崎直道（しばさき なおみち）
演 - 清水章吾（S1）
階級：警視監
刑事部長。1年前に高森の指示に従って浅輪たち9係を解散させ、1年後の高森の妻殺害事件において特捜班として再結成された9係と再び対立する。
峰島真也（みねじま しんや）
演 - 福井博章（S2）
警視庁捜査一課14係 主任。
佐久間朗（さくま あきら）
演 - 宮近海斗（Travis Japan / 当時ジャニーズJr.）（S1 - S4 / S6第7話 / S7第8話 / S8第9話）
1996年5月7日生まれ。
鑑識員。S5では海外研修中。研修を終え帰国。
猪狩哲治（いかり てつじ）
演 - 伊東四朗（S1 - SP / S2第4話・第10話 / S3第6話 / S4第11話 / S5第11話 / S6第7話 / S7第8話 / S8第9話）（30年前：内藤聖羽〈S2第4話〉）
鑑識員。
旧9係のころから浅輪たちと面識があった事もあり、今でも現場に立ち、浅輪たちの捜査に協力している。また、特捜班の班長として復帰した宗方のことを「机の上の人」と呼び、「『悪い奴』ではないが、『気を許していい奴』でもない」などと話しており、彼の過去について何らかの事情を知っている模様。
S4第11話では事件の重要参考人として連行された。
神田川宗次朗（かんだがわ そうじろう）
演 - 里見浩太朗（S1 - SP / S2第1話・第4話・最終回 / S3第1話・最終回 / S4最終回）（30年前：市原佳祐〈S2第4話〉）
階級：警視総監
旧9係を高く評価しており、宗方を特捜班の班長に任命し、9係メンバーの再結集を託す。
警察の捜査が、官僚からの圧力などによって強制的に中止させられることを「くだらないシガラミ」として不服に感じており、特捜班の設立を考案したのも「『シガラミに囚われない捜査』を行うための班が必要」という意向によるものである。
加納倫太郎（かのう りんたろう）
演 - 渡瀬恒彦（S4第3話〈回想・ノンクレジット〉 / S8最終回）
経歴：警視庁捜査一課9係長
→ 内閣テロ対策室長
→ ICTCテロ対策センター出向
特捜班の前身にあたる捜査一課9係の元係長。浅輪にとっては元上司兼相方にして義父でもある。
特捜班の新設にあたり、人選などの全権を神田川に委ねている。
『9係』で加納を演じた渡瀬恒彦が逝去したため、名前や回想あるいは写真のみの登場。
森朋也
演 - 板垣雄亮（S5第1話 / S7第9話 / S8第1話・最終回）
警視庁管理官。その後は警視庁警務部人事第二課に異動している。浅輪を呼び特捜班班長の打診をし、警察庁から新藤に警備局警備企画課への異動の話がきていることを伝える。

### 警察庁
神宮司桃子（じんぐうじ ももこ）
演 - 名取裕子（SP）
経歴：警察庁刑事局参事官
→ 警察庁長官官房審議官
階級：警視長 → 警視監
前回の登場から昇任し、長官官房審議官を務める女性警察官僚。スペシャルから登場し、特捜班に依頼を持ち込む。
三原達朗（みはら たつお）
演 - 飯田基祐（S2 / S3第1話）
経歴：警察庁長官官房人事課長
→ 警視庁刑事部長（S2）
→ 警察庁刑事局広域捜査担当審議官（S3第1話）
階級：警視監
刑事部長。東大法学部卒業後、警察庁に入庁する。神田川の大学の後輩。浅輪たち特捜班のことを快く思っておらず、邪魔者扱いしたり、事件の捜査から外したり、会議の度に浅輪に嫌味を言うなど高圧的な態度を取ることもあるが、時には事件の解決を依頼することもあった。後にとある事件の責任により、追って辞令が出されることとなった。
異動になり今は警察庁に戻っている。

### 関東監察医務院
早瀬川真澄（はやせがわ ますみ）
演 - 原沙知絵
1980年6月19日生まれ。
監察医。旧9係のころから浅輪たちの捜査に協力してきた。
基本的にサバサバした性格で「事件の捜査は現場の仕事」と割りきっているが、捜査につながる助言を積極的に行ったり、S7第7話では偶然遭遇した特捜班の捜査に協力したこともあった。
特捜班とは9係時代からの付き合いということもあって素っ気ないながらも好意的に接しており、特に「盟友」でもある志保の結婚を証人の一人として後押しし、プロポーズの場面では涙も見せていた。
広岡巧
演 - 新貝文規（S1 - S4）
助手。

### 法曹関係者
渡辺理人
演 - 佐野史郎（S3最終回 / S4第1話）
東京地検次席検事。事件の解決よりも検察としての面子を重んじている。S3最終回でかつて国木田が担当した事件を再捜査する特捜班の動きを知り、国木田を呼び出して捜査しないよう忠告した。事件解決時は事実を隠蔽するつもりでいたが、上層部から再審を認める旨を聞かされ、苦虫を噛み潰したような顔になる。S4第1話で連続殺人の被疑者として逮捕されて送検された八木敬司の取り調べを担当し、その事で特捜班と対立する。結局、八木は嫌疑不十分で釈放されることになり、浅輪に「後悔することになる」と忠告した。
根本正行
演 - 目黒祐樹（S4第1話・最終回）
東京地検検事正。早期退職予定。

### その他
高森徹也
演 - 中原丈雄（S1第1話・最終回）
経歴：警察庁警備局公安課長
→ 警察庁長官官房首席監察官
→ 衆議院議員
→ 法務大臣
マスコミに対しては、妻とペアルックを着るなど仲睦まじい姿を見せており、「暴力の完全撲滅」を目標として掲げている。しかし実際には、妻は若い男と不倫をしている「仮面夫婦」で、さらには暴力団組織「龍丸会」と癒着しており、自身が関わった不正を暴こうとする者を「龍丸会」を使って自殺に見せかけ殺害するなど、自らの保身のためなら手段を選ばない。宗方と神田川は彼の裏の顔に気づきつつあったものの、彼が関与している証拠がないため表立った捜査ができずにいた。
宗方が警察を辞めた5年前と、1年前、9係が解散させられる原因になった計2件の殺人事件の真相を隠蔽し、さらには自身の妻をも殺させ、それを迷宮入りさせることにより「妻を失った哀れな夫」を演じることで世論の支持の獲得を目論見、法務大臣からさらに上の地位を手にしようとしたが、特捜班に全てを暴かれたことで逮捕された。
足代新市
演 - 石倉三郎（S2第1話・最終回〈回想〉）
S2第1話に登場。
高層ビル爆発事件にて、当初は爆発に巻き込まれた被害者を装っていたが、実はSNSにて自殺志願者を集め、彼らを操り爆発事故が起こるように計画した犯人。
13年前に自宅で妻が殺害されているのを通報するも、妻を殺害したという容疑で逮捕され、弁護士の森田哲也が自分の供述を信じず、裁判で有罪判決が確定し長年刑務所に入っていた。
自分を有罪に陥れた森田を事故に見せかけ殺害。それに気付いて追跡した浅輪を山小屋に拉致監禁したが、足代の話を浅輪が聞き「事件をもう一度調べ直す」と約束をした。そのやりとりをライブ配信して仲間に知らせていることに気付き逃走。狙撃手に狙撃されて死亡した。後に13年前の足代の事件が冤罪かどうかを浅輪が単独で少しずつ調べ、その後宗方がそれを引き継ぎ、真犯人は現在受刑中の空き巣の常習犯だったという事を自供させ、13年前の事件は足代が無罪であり冤罪だったことが判明した。
伊勢谷武
演 - 岩永ひひお（S3最終回 / S7最終回）
殺人容疑で逮捕され無罪を訴えながら自殺した伊勢谷守の兄。その後真犯人の井上良典を殺害し、冤罪事件を作った国木田を拉致し殺害しようとするが浅輪と新藤の説得で投降する。
釈放後に国木田と浅輪が、伊勢谷と守を愚弄しているフェイク動画を見せられ、それを信じ国木田を殺害しようとするが失敗する。
八木敬司
演 - 渋谷謙人（S4第1話・最終回）
飲食店アルバイト。1992年、神奈川県生まれ。両親は早くに離婚している。20歳の時に一緒に住んでいた母・直子のために苺を万引きして逮捕され、保釈されるも、絶望に苛まれ、母を絞め殺した(実際は首を絞められる前に既に病気で亡くなっていた)。
実は連続殺人犯で、自分に夢について説いた弁護士の小川勝俊に怒りを覚え、彼と妻のまさみを刺殺し、さらに小川家に入るところを見られた澤村香奈を口封じのため刺殺した。その後、香奈の元交際相手の林田真也を自殺に見せかけて殺害し、罪をかぶせる。後に連続殺人の被疑者として逮捕され、送検されるも、特捜班の尽力と嫌疑不十分により釈放される。また、かつて保釈される際にある言葉を掛けてきた村瀬に反感を抱いており、彼を刺した。
和田圭吾に母の形見の香水瓶を割られ、逆上して刺殺するが、その事件を機に特捜班に真相を暴かれ、逮捕された。
川端賢治
演 - 北代高士（S5第1話・第3話・最終回）
謎のバーの店長。首に蛇の入れ墨がある。窃盗と傷害の逮捕歴がある。
三島
演 - 矢野聖人（S5第1話 - 第3話・最終回）（小学生：武内翔太郎〈S5最終回〉）
謎のバーの店員。新藤の子供のころからの友人で彼のことをプリンと呼ぶ。新藤は正成から三島が何者かに射殺されたと聞いたが、実際はまだ生存していると判明した。
マサナリ
演 - 加藤正成（S5第3話・最終回）
新藤、川端、三島の知り合い。

### ゲスト
season1 / スペシャル / season2 / season3 / season4 / season5 / season6 / season7 / final season（S8）

#### season1（2018年）
第1話「一万年の殺人」
- 井出博光（文部科学大臣・帝徳大学 教授） - 宮川一朗太
- 野村美穂（帝徳大学 講師・関東埋蔵文化センター 職員） - 実咲凜音
- 木場伸一（井出の部下） - 堀池直毅
- 富岡貴子（井出の部下） - 笠木泉
- 宗方（宗方朔太郎の妻・故人） - 川口圭子
- 長縄俊哉（小宮山志保の恋人） - 山口森広

第2話「花嫁消失」
- 武村茂明（リバーパレスホテルのフロント係・斎藤の婚約者） - 黄川田将也
- 斎藤真希（リバーパレスホテルのコンシェルジュ） - 中島亜梨沙
- 中垣稔（リバーパレスホテルの社長） - 新井康弘
- 島沢敏之（観光文化庁局長） - エド山口
- 向笠博子（歌手） - 平塚千瑛
- 島沢薫（島沢の娘） - 高山侑子
- 金井雅美（斎藤の友人） - 片岡明日香
- 谷山健介（向笠のマネージャー） - カゴシマジロー
- 桜田光男（リバーパレスホテルの社員） - 吉成浩一

第3話「殺人都市計画」
- 大屋千鶴（大屋の後妻） - 洞口依子
- 江波太門（不動産会社「クリエイトレジデンス」都市計画部 主任・大屋の息子） - 伊嵜充則（5歳：川原瑛都 / 10歳：篠原湊大）
- 森田亜紀子（建築家） - 冨樫真
- 北原里香（森田のアシスタント） - 長尾純子
- 中岡孝（クリエイトレジデンス都市計画部 課長） - 中野剛
- 大屋源治（建築家） - 下條アトム

第4話「床下の白骨死体」
- 三好泰三（元警視庁交通機動隊 副隊長・グループホーム「優の樹」入所者） - 小松政夫
- 三好加奈子（泰三と節子の娘・フリーライター） - 松岡由美
- 村田肇（リフォーム工事業者） - 伊東孝明
- 対馬遙香（グループホーム「優の樹」介護福祉士・泰三の担当） - 沢井美優
- 三好節子（泰三の妻・去年死亡） - 阪上和子
- 中原通（シロアリ詐欺師・前科5犯・偽名「西村佑」） - 西興一朗
- 野村堅太（中原の元詐欺仲間） - 兒玉宣勝
- 山川高志（大工） - 関健介
- 小島均（秋葉原の商店主・通称ヒヨコ） - 三島ゆたか
- 明石利久（害虫害獣駆除専門店「ミツダホームクリーン」社員） - 青木一平

第5話「殺人ハーモニカ」
- 三橋涼子（人形師） - 大谷直子
- 酒井菜々子（学童クラブ「白ゆり児童館」従業員・通称ハーモニカのお姉さん） - 篠原ゆき子（幼少期：安原琉那）
- 西川大吾（曙町小学校 教師・五月人形のモデル） - タモト清嵐（幼少期：山口祐輝）
- 西川麻由（大吾の母親） - 阿南敦子
- 三橋貴志（人形師・涼子の夫・4年前事故死） - 並樹史朗
- 柴田啓太（野球少年） - 大嶺創羽
- 高岡佳代（旭丘美術館 職員） - 桂木悠希
- 浅井洋介（菜々子の恋人・画家の卵） - 石川シン
- 酒井（菜々子の母親・故人） - 渡辺友貴

第6話「赤い花の殺意」
- 近藤瑠未（映画プロデューサー） - 遊井亮子
- 宇田川順一（靴デザイナー・映画「南太平洋の誓い」の撮影中の事故で降板し俳優業引退） - 瀬川亮
- 宇田川徹（順一の弟・映画「南太平洋の誓い」の主演俳優を務めるはずだった順一の代わりに主演を務める） - 三浦孝太
- 佐竹恭子（靴職人） - 李千鶴
- 金子あゆみ（映画「南太平洋の誓い」の続編のヒロインを演じるはずだった女優） - 里久鳴祐果
- 国井康夫（映画「南太平洋の誓い」の監督） - バッファロー吾郎A
- 日村太一（映画制作会社「スペースフィルム」社長） - 鈴木一功

第7話「殺しの紙幣」
- 太田恵子（スナック「ダブル・ハート」ママ） - 大島さと子
- 福島ゆり（スナック「ダブル・ハート」チーママ） - 菅井玲
- 西田正義（不動産会社「豪正寺エステート」社長） - 青山勝
- 中島温子（中島の母親） - 榊原るみ
- 中島達也（不動産会社「豪正寺エステート」社員） - 村上剛基（5歳：木曽源）
- 太田仁志（恵子の息子） - 広田亮平（少年期：西村勇音）
- 春風亭昇太（スナック「ダブル・ハート」常連客） - 春風亭昇太
- 山川（青空ファイナンス 社員） - 松本亮
- 吉村奈美子（西田の秘書） - 山本南伊
- 田中（青空ファイナンス 社員） - 関口敦史
- 太田智志（恵子の夫・21年前事故死） - 松井薫平
- 福島一浩（ゆりの息子・溺死） - 高梨理央

第8話「無限大の殺人」
- 水上洋次郎（おもちゃ会社「ノーニ」社長） - 団時朗
- 水上康子（洋次郎の妻） - 舟木幸
- 片山浩之（洋次郎の秘書） - 佐伯新
- 和田幸太（ハウスクリーニング会社「IN&ON」社長） - 出合正幸
- 音無奈々（ハウスクリーニング会社「IN&ON」社員） - 岡村いずみ
- 水上翔（康子の連れ子・おもちゃ会社「ノーニ」営業課 課長） - 森岡龍
- 広田伸夫（ゲノムアナリシス 社員） - 福本伸一
- 三沢義孝（おもちゃ会社「ノーニ」専務） - 津村和幸
- 神崎裕紀（ハウスクリーニング会社「IN&ON」社員） - 恩田隆一
- 川畑彰（宅配業者） - 園山敬介
- 和田君代（和田の母・2年前死亡） - 奏谷ひろみ

第9話「連続殺人者X」
- 佐野真一郎（板橋南警察署 署長・警視） - 伊藤洋三郎
- 見村岳（板橋南警察署刑事課 係長・警部補） - 笠兼三
- 丸川徹（暴力団「大達組」組長） - 江良潤
- 小田晃一（暴力団「大達組」構成員） - 外川貴博
- 大橋剛（暴力団「塚源組」構成員） - 中松俊哉
- 加藤仁美（慶徳大学3年生） - 三輪晴香
- 上野哲也（ビル清掃員・元警察学校学生） - 徳秀樹
- 八木智子（文化住宅に住む高齢者） - 今本洋子
- 藤井正巳（プロッサムエージェンシー 社長） - 窪寺昭
- 長江伸二（文化住宅を管理していた不動産会社の社員） - 国枝量平
- 山中ひろみ（プロッサムエージェンシー 社員） - 咲谷ゆい
- 加藤由紀江（仁美の母） - 澤純子
- 江川大輝（小学生） - 加藤瑛斗
- 山原真司（暴力団「塚源組」構成員） - 銭本邑人

最終回「3つの時の殺人」
- 川勝雄太郎（共新党 幹事長） - 大門正明
- 安達芳男（組織犯罪対策部 第三課課長） - 山下徹大
- 高森静江（徹也の妻） - 藤井かほり
- 川勝雄志（雄太郎の息子で秘書） - 聡太郎
- 並河康弘（組織犯罪対策部 第三課刑事・1年前に謹慎後に殉職・警部補） - 横山一敏
- 小出智之（5年前の事件の容疑者・1年前に死亡） - 崔哲浩
- 須山一平（暴力団「龍丸会」構成員） - 細川洪
- 山根秋乃（キャバ嬢・5年前に死亡） - 雪中梨世

#### スペシャル（2019年）
2時間スペシャル「特捜班最後の事件」
- 小柳法子（東京高等検察庁 検事長・桃子の大学時代の後輩） - 山本未來（高校生：鈴木美羽）
- 杉浦守（元東京高等検察庁 検事長・暴力団「帝都龍丸会」顧問弁護士） - 羽場裕一
- 田野崎真輔（暴力団「龍丸会」会長） - 伊東孝明（若き日：古郡勇斗）
- 三戸涼香（銀座のクラブのママ・杉浦の不倫相手） - 井上晴美
- 石田美里（東京高等検察庁 検察事務官） - 山本千尋
- 菅山孝弘（暴力団「帝都龍丸会」城西支部 組長） - 長谷川公彦
- 榎本千夏（週刊潮流 ジャーナリスト） - 田山由起
- 本宮貴（暴力団「龍丸会」幹部） - 川口真五
- 板垣修作（彫刻師・武上義男の教え子） - 大石継太
- 武上義男（美里の実父・高校の美術教師・28年前首吊り自殺） - 宇納佑
- 黒山僚一（検事・5年前転落死） - 小久保丈二
- 石田秀幸（美里の養父・警察官・故人） - 辻義人
- 下村尚政（夕凪銀行 元行員） - Romi

#### season2（2019年）
第1話「特捜班新たな事件」
- 森田哲也（弁護士・誕生日パーティーの幹事） - 野間口徹
- 深田尚道（自殺志願者・偽名「井上信夫」） - 隈部洋平
- 小田容子（自殺志願者） - 八木さおり
- 町岡康太（自殺志願者） - 野崎数馬
- 赤木高志（自殺志願者・電気工事者） - 中川晴樹
- 楯山博士（自殺志願者・電気工事者） - 永野宗典
- 中尾史織（清掃員） - 河野うさぎ
- 武川明宏（誕生日パーティーの主役） - 松林慎司
- 田中（ホテルのフロント） - 松澤仁晶
- 古川彰（自殺志願者・偽名「平岡裕樹」） - 花戸祐介
- 足代恵子（足代新市の妻・13年前刺殺） - 村井美和

第2話「正しい殺人」
- 村上光代（出版社「稜文社」校閲部 社員） - 真瀬樹里
- 牧田結（出版社「稜文社」営業企画部 社員） - 小野真弓
- 村上サチ（光代の母） - 白川和子
- 蓮見洋司（ノンフィクション作家・「正しい殺人」著書） - 草野とおる
- 笹谷祐子（シングルマザー・現在収監中） - 原久美子
- 斎藤隆史（出版社「稜文社」校閲部 社員） - 鈴木一功
- 梶浦裕哉（出版社「稜文社」文芸編集部 社員） - 平野貴大
- 根本司（無職） - 村上剛基
- 高田堅太（読書会事務局） - 後藤祐介
- 福田守（警備員） - 阿部遼哉
- 山岸（大原駅 駅員） - 田嶋高志
- 磯崎（大多喜駅 駅長） - 短論
- 寺田俊則（エリート官僚・故人） - 渡辺コウジ
- 笹谷愛理（祐子の娘） - 植村友結

第3話「平成最後の対局」
- 高津敏郎（将棋棋士 龍将位・知里の師匠） - みのすけ
- 永井知里（女流棋士） - 月岡鈴（小学5年生：大塚咲希）
- 細江雅信（プロ棋士を目指している知里の恋人） - 木ノ本嶺浩
- 宅間昇（城西板橋建設 作業員） - カトウシンスケ
- 宮本マリア（クラブ「池袋Club East A」キャバクラ嬢） - 菅原ブリタニー
- 璃子（クラブ「池袋Club East A」ママ） - 岬万泰

第4話「令和最初の事件」
- 古関晶子（真由子の母・旅館「かわ村」女将・昭和63年 純喫茶「つりがね草」ウェイトレスで川村典子と偽名し勤務・旧姓 城戸晶子） - 田村たがめ
- 沢田真介（純喫茶「つりがね草」店主） - おかやまはじめ
- 古関真由子（広告会社「博雷堂」社員） - 松田るか（幼少期：白鳥玉季）
- 沢田葉子（純喫茶「つりがね草」ウェイトレス・真介の妻） - まつむら眞弓
- 二戸部剛（不動産会社「INOBET」社長・昭和63年に起きた事件の被疑者・元暴力団「龍丸会」構成員） - 新納敏正
- 山川晃（金魚すくい 店主・昭和63年に起きた事件の被疑者・元暴力団「龍丸会」構成員） - 江端英久
- 小方若菜（不動産会社「INOBET」社長秘書） - 枝元深佳
- 宮崎（30年前の刑事） - 山本啓之
- 靖恵（30年前の風俗嬢） - 東野瑞希

第5話「不自然発火殺人」
- 赤羽柚月（間野家 家政婦） - 村岡希美
- 間野妃里子（敦郎の妻・元東都テレビアナウンサー） - 岩橋道子
- 間野敦郎（貿易会社 社長） - 中村まこと
- 亀谷勇三（妃里子のスタイリスト） - 村上航
- 坂井モナミ（アロマテラピスト） - 川上友里
- 赤羽天馬（柚月の息子・横浜明澄学園高等学校退学処分） - 犬飼直紀（小学4年生：若林瑠海）
- 三河晋（所轄刑事） - 小林竜樹
- 西崎浩平（火災調査官） - 酒井健太郎
- 山本洋（敦郎の秘書） - 川並淳一
- 内藤星矢（横浜明澄学園高等学校 生徒） - 後藤田しゅんすけ
- 林田陸（横浜明澄学園高等学校 生徒） - 中溝碧

第6話「星型の殺意」
- 野口功子（アップルパイの店「のぐち」主人） - 秋野暢子
- 村岡芳美（野口の元弟子・専業主婦） - 三倉茉奈
- 藤本理沙（パティシエ・ケーキ店「パンとケーキの店ミヤハラ」で働き、アップルパイの店「のぐち」で働いていた） - 木下あゆ美
- 島崎透（鶴峰百貨店の営業マン） - 須藤公一
- 村岡正樹（芳美の夫） - 重松隆志
- 坂出鈴（野口の元弟子・12年前転落事故死） - おりもりお
- 唐木虎吉（窃盗の前科3犯） - 中西良太

第7話「タワーマンション殺人」
- 皆川悦子（卓也の妻） - 櫻井淳子
- 皆川卓也（タワーマンション「スカイタワー南品川」2010号室の住民・シナリオライター） - 近藤公園
- 落合美奈（第16回シナリオコンテスト 受賞者） - 上野なつひ
- 日暮洋介（タワーマンション「スカイタワー南品川」2009号室の住民・デイトレーダー） - 少路勇介
- 大塚真耶（タワーマンション「スカイタワー南品川」2011号室の住民・主婦） - 瀬戸さおり
- 梨沙（喫茶店店員） - 太田彩乃
- 詩織（喫茶店店員） - 大谷麻衣
- 昭恵（ラブホテル従業員） - 坂本文子
- 浅田（民泊業者「ネルトマル」社員） - 西洋亮
- 久保（警備員） - 卯ノ原圭吾
- 鈴木（警備員） - 古谷佳也
- 金田誓人（不動産会社社長） - 山北建夫

第8話「食べさせる女の殺意」
- 早乙女凛（AI企業「フューチャーオブAI」商品開発部 製作所長） - 新山千春
- 和田ひとみ（康太の秘書） - 大後寿々花
- 田嶋康太（AI企業「フューチャーオブAI」代表取締役社長・三原の大学時代の友人） - 大浦龍宇一
- 梶田亜美（AI企業「フューチャーオブAI」専務取締役） - 伊勢志摩
- 江守美佐（江守クッキングスクール 代表・康太の元妻） - 久世星佳
- 北村萌香（AI企業「フューチャーオブAI」広報部 社員） - 小橋めぐみ
- 曽我景子（尾広総合病院 看護師） - 大浦千佳
- 曽我八重子（景子の祖母・先月心臓発作で死亡） - 福井裕子
- 磯崎健一（尾広総合病院 医師） - 加藤大祐
- 小池美保（尾広総合病院 看護師） - 梶原みなみ

第9話「浅草大捜査線」
- 中沢幸平（アパート「メゾン花川戸」経営者） - 勝部演之
- 春楽亭柳三（落語家・本名「田村洋介」） - 笠兼三
- 杉田健次郎（たい焼き店「たい焼き すぎた」店主） - 松浦慎一郎
- 杉田咲子（健次郎の妻） - 真下玲奈
- 田島和行（警視庁捜査二課 刑事） - 宮崎吐夢
- 塩田徹（暴力団「龍丸会」構成員） - 大鷹明良
- 佐々木実（警視庁捜査二課 刑事） - 黒木真二
- 末永良一（IT企業「CIVILIA」代表） - 遠藤雄弥
- 片山芳次（フリーター） - 金井俊太郎
- マユミ（スナック「豊」ホステス） - 住松侑佳

第10話「時間差心中」
- 佐々木麻里（佐々木弁護士事務所 弁護士） - 馬渕英里何
- 三島綾香（通販会社「橘マーケティング」副社長） - 三輪ひとみ
- 橘英輔（通販会社「橘マーケティング」社長） - 大西武志
- 田端尚（通販会社「橘マーケティング」顧問弁護士） - 坂田聡
- 森山健司（隆一の孫） - 青柳尊哉
- 川村省吾（通販会社「橘マーケティング」総務課長・元龍丸会系組員） - 賀川黒之助
- 浜谷恵（6年前の悪徳商法の被害者） - 榎本由希
- 森山隆一（猪狩の友人・6年前首吊り自殺） - 松田章
- 近藤正明（警視庁品川南警察署 刑事） - 草野速仁

最終回「正義の罠」
- 櫻井潤（東京地方裁判所 刑事部総括判事） - 嶋田久作
- 村野真法（圭右の息子） - 笠原秀幸
- 小林則夫（小林則夫綜合法律事務所 弁護士） - 坂本直季
- 松井浩史（弁護士・元検事） - 古河耕史
- 村野圭右（町工場経営者・12年前の無差別殺人事件の容疑者 死刑囚） - ノモガクジ
- 深野智章（東京地方裁判所長） - 世古陽丸
- 浅間（傍聴マニア） - 佐藤まんごろう
- 有元卓（舞連不動産 店員） - 那波隆史

#### season3（2020年）
第1話「越境捜査」
- 北村龍一（元警視庁調布中央警察署 刑事課長） - モロ師岡
- 林豊晴（中華料理店「マザー餃子」アルバイト店員） - 長田成哉
- 毛利建二（建市の息子） - 波岡一喜
- 片山英雄（元警視庁調布中央警察署刑事課 巡査） - 榊英雄
- 有田志津香（ダンサー） - 大家志津香
- 湯川豪（イベント企画運営会社「VIVID企画」社長） - 日向丈
- 毛利建市（中華料理店「マザー餃子」社長） - 諏訪太朗
- 上田雅也（モデル派遣会社経営者） - 武田航平
- 葵（モデル） - 恒吉梨絵
- 相馬（イベント企画運営会社「VIVID企画」社員） - 永山たかし
- 与謝野（中華料理店「マザー餃子」専務） - 岸端正浩
- 小川（「BOURN」社長） - 西沢仁太
- 大島（刑事） - 高橋正臣
- 小島（捜査員） - 大西けんけん
- 中山多紀子（中華料理店「マザー餃子」店員） - 西慶子

第2話「妻の死体を運んだ男」
- 八田義和（バスケットボールチームコーチ・里美の元夫） - 永井大
- 柴山里美（週刊ブーム 記者） - 雛形あきこ
- 牧村祐二（誠一郎の秘書） - 矢島健一
- 寺川秀介（大路山建設 社員） - 金井勇太
- 門倉哲夫（週刊ブーム 編集長） - 松田賢二
- 海藤誠一郎（衆議院議員・前国交省副大臣・総理大臣の甥） - 徳山秀典
- 加賀美涼平（俳優） - 町井祥真
- 朝井智之（関東経政新報社社会部 記者） - 岡安泰樹

第3話「殺しのオムライス」
- 江藤ゆり子（ヘッドスパリスト） - 真飛聖（少女期：ギラルド沙羅）
- 篠田絵美子（浩一の妻） - 山口香緒里
- 青山香織（フレンチレストラン「le delicieux repas」従業員） - 佐藤玲
- 河野三郎（元警視庁上原警察署 刑事） - 斎藤洋介
- 篠田浩一（小木曽物産 役員） - 緋田康人
- 栗原俊也（フレンチレストラン「le delicieux repas」オーナーシェフ） - 斉藤悠
- 中森（刑事） - 濱津隆之
- 佐々木潤（「洋食屋 フットレスト」元従業員） - 竹田和哲
- 佐野涼子（篠田家の近所） - 鯉沼トキ
- 江藤一郎（ゆり子の父・故人） - 青木崚

第4話「殺人の城」
- 江上秀平（マルヤ警備 警備員・元マジシャン） - 池内万作
- 磯山真司（テレビ番組「マジシャンズ・ライ」プロデューサー） - 水橋研二
- ミステリオ遠野（マジシャン） - 渋江譲二
- 志倉登（フリーター） - 小原唯和（幼少期：鈴木奏晴）
- 藤田晴彦（奇術組合 組員） - 花王おさむ
- 志倉奈津美（登の母） - 安澤千草
- 坂本美沙（AD） - 西川可奈子

第5話「10年目の殺人」
- 門脇健治（テレビ番組のコメンテーター・元警視庁捜査一課刑事） - 橋本さとし
- 和田孝雄（日本橋印刷 社員） - おおたけこういち
- 竹内沙織（住松会計事務所 社員・元警視庁東赤羽警察署署員） - 竹内恵美

第6話「四色の殺人」
- 坂本満智子（老人介護施設「福禄ホーム」入居者） - 山口果林
- 天野祐介（ライフスタイルアドバイザー） - 橋本良亮
- 大谷真二郎（老人介護施設「福禄ホーム」入居者・元文部科学省の筆頭課長） - 原金太郎
- 三島亜希子（鶴亀プランニング 部長） - 尾上紫
- 坂本由利（満智子の娘） - 須藤温子
- 大谷真也（財務省官僚・真二郎の息子） - 佐渡山順久
- 天野春香（祐介の妻） - 中田絢千
- 神崎一樹（老人介護施設「福禄ホーム」施設長） - 海斗
- 安藤美鈴（老人介護施設「福禄ホーム」介護士） - 葉月美沙子
- 上田孝史（信州果樹園） - 細見良行
- 鈴木恵子（老人介護施設「福禄ホーム」入居者） - 美谷和枝
- 加藤久子（老人介護施設「福禄ホーム」入居者） - 加藤美智子
- 山田悦子（老人介護施設「福禄ホーム」入居者） - 戸村美智子

第7話「万引きGメンの死」
- 相澤麗美（警備会社「中央セキュリティ」保安警備課 社員・万引きGメン） - 水沢エレナ
- 大森月子（専業主婦） - 山下リオ
- 宮坂宏（宝飾店「BRIDGE」店長・旧姓「女部田」） - 橋本淳
- 大森総一郎（教育評論家・月子の夫） - 大内厚雄
- 片岡守（警備会社「中央セキュリティ」保安警備課 社員） - 清水伸
- 滝誠一（警察官） - 菊川浩二
- 松浦梨々子（ひまわりの花保育園 元保育士・故人） - 平口みゆき
- 松浦秀人（塗装会社「滝野川鈑金塗装」社員・梨々子の兄） - 栄信
- 光子（万引きを繰り返す人たちの自助グループ「太陽と光の会」スタッフ） - 高橋珠美子
- 山本誠一（山本書店 元店主） - 野仲イサオ
- 飯倉悠馬（秋代の息子・12年前事故死） - 永嶋玲
- 飯倉秋代（清掃作業員） - 中島ひろ子

第8話「Wの殺人」
- 桜川梨花（NPO団体「For W」役員・観光会社「アルタイル観光」社員） - 小林涼子
- 小坂順也（観光会社「アルタイル観光」社長） - 松澤一之
- 長谷岡幹子（NPO団体「For W」代表理事） - 千葉雅子
- 布江浩一（エアコンクリーニング業者） - 荒谷清水
- 竹本雅代（NPO団体「For W」所属） - 赤澤ムック
- 岡崎美緒（観光会社「アルタイル観光」社員） - 川添野愛
- 黒木亮（観光会社「アルタイル観光」元課長） - 児玉貴志
- 布江信司（布江の息子・10年前自殺） - 内藤光佑

第9話「48時間の攻防」
- 吉井宏也（大二郎の息子） - 一ノ瀬颯
- 吉井大二郎（元法務省事務次官） - 鈴木晋介
- 平原亜希（詩織の母・シングルマザー） - はやしだみき
- 藤井武（香奈の元婚約者・末期癌患者） - 山本栄司
- 村野香奈（1週間前窒息死） - 仙石みなみ
- 桜田尚也（保険会社「大亜生命」社員） - 黒澤優介
- 平原詩織（1年前窒息死） - 河井友莉亜

最終回「殺しの手帳」
- 西島政信（元6係主任・国木田の元部下・警部補） - 風間晋之介
- 西島の母 - 高柳葉子
- 市村隆二（元6係） - 伊藤正之
- 大和田詩織（元6係） - 川崎初夏
- 紺野高行（元6係） - 山下徳久
- 弓田航平（元6係） - 赤木悠真
- 井上良典（無職・由紀のストーカー） - 健道虎吉
- 伊勢谷守（3年前に婚約者の由紀を殺害した容疑で逮捕され無罪を訴えながら自殺・伊勢谷武の弟） - 竜太朗
- 佐和山由紀（本屋「ブックスオオトリ」店員・3年前の事件の被害者） - 江村あかり

#### season4（2021年）
第1話「灰色の容疑者」
- 小川勝俊（弁護士・元検事） - 田口主将（S4最終回〈回想〉）
- 小川宏（勝俊とまさみの息子） - 木口健太
- 山口哲也（広告代理店社員） - 中村公隆
- 澤村香奈（三津原国際大学文学部文学科 2年生） - 岩田華怜（S4最終回〈回想〉）
- 林田真也（保育士・香奈の元交際相手） - 澤井一真
- 小川まさみ（勝俊の妻） - 春日亀千尋
- 八木直子（八木敬司の亡き母） - 村井美和

第2話「殺人デザイナー」
- 鈴木真央（食品メーカー勤務） - 梶原ひかり（幼少期：浅田芭路）
- 結城翔（2.5次元俳優・本名「佐藤進」） - 久保田秀敏
- 杉山英子（カフェ店員・アパレルメーカー「Mi-mo」元チーフデザイナー） - 佐藤乃莉
- 浅川塔子（アパレルメーカー「Mi-mo」チーフデザイナー） - 広山詞葉
- 岡野久美（主婦） - 池亀未紘
- 鈴木律子（真央の母・13年前死亡） - 加茂美穂子
- 高橋一太（結城の付き人） - 堀丞
- 柴田紗千（アパレルメーカー「Mi-mo」デザイナー） - 里内伽奈
- 小野田俊夫（ガセネタでアクセス数を稼いでいる男） - 影山徹

第4話「祈り」
- 曽根明子（指名手配犯） - 東ちづる
- 西田正恵（飲食店「Chianti Quattro」店長） - 円城寺あや
- 溝口泰幸（引きこもりの男性、事件の通報者） - 川合智己（S4最終回）
- 水島義人（管理官） - 星野卓誠
- 栗山竜（不良グループ「ファイアー」リーダー） - 篠田諒
- 坂井桃子（飲食店「Chianti Quattro」店員） - 浜口順子
- 溝口亮子（泰幸の実母・2年前病死） - 真野トミ子

第5話「殺しの設計図」
- 諸星悟子（岩井剛太郎設計事務所 設計士・雄一郎の妻） - 遊井亮子
- 諸星雄一郎（岩井剛太郎設計事務所 設計士） - 河相我聞
- 青井春菜（姫屋クリーンサービス 清掃作業員） - ハマカワフミエ
- 岩井剛太郎（岩井剛太郎設計事務所 社長） - 長江英和
- 小松義之（岩井剛太郎設計事務所 設計士） - 生島勇輝
- 山下朱美（岩井の秘書） - 根矢涼香
- 関根薫（強盗・デザイン事務所の経営者） - 福澤重文
- 村上（強盗・観光バスの運転手） - 春木生
- 宮本俊彦（強盗・元サラリーマン） - 星耕介
- 青井勇太（春菜の息子・10年前死亡） - 戸井田竜空

第6話「呪われた絵」
- 神崎えりな（「ART LAB ITO」専属の画家） - 尾碕真花
- 小鳥遊幸哉（小鳥遊画廊 オーナー・画商） - 冨家規政
- 伊藤伸雄（「ART LAB ITO」社長） - 二階堂智
- 神崎さつき（えりなの母） - 長田奈麻
- 村井祥子（「ART LAB ITO」副社長） - 藤田瞳子
- 尾上宗輔（「ART LAB ITO」専属の画家） - BOB

第7話「殺人パズル」
- 吉田かおり（三宝食堂 女将） - 町田マリー
- 高宮良介（数学者・元大学教授） - 朝倉伸二
- 吉田一輝（石岡とかおりの息子・数学が得意な小学生） - 齋藤優聖
- 島崎和也（城南工業大学 准教授） - 吉岡睦雄
- 上岡昇（半グレの男・元葬儀屋のアルバイト） - 上川周作
- 大谷誠三（アメリカの教授） - 廻飛呂男
- 石岡正隆（数学研究者・8年前死亡） - 嵯峨崇司

第8話「密室のハリネズミ」
- 宮川雪（文子の娘・引きこもりの女性） - 春木みさよ
- 宮川文子（尚麗ビルメンテナンス 清掃員） - 田島令子
- 成瀬聡美（成瀬聡美法律事務所 弁護士） - 松浦佐知子
- 成瀬莉子（成瀬聡美法律事務所 弁護士・聡美の娘） - 新井郁
- 橋本圭吾（居酒屋あじと 店長） - 日比大介
- 工藤正行（バベル都市開発 社員） - 三溝浩二
- 田嶋祥子（尚麗ビルメンテナンス 清掃員） - 佐藤真弓
- 原田透（居酒屋あじと 元従業員・15年前首吊り自殺） - 三輪江一

第9話「空飛ぶ容疑者」
- 福井翔（無職） - 元木聖也
- 脇坂芳樹（サイビ住設サービス資材発注部 部長） - 永倉大輔
- 福井理彩（福井精研 社長・翔の妹） - 加弥乃
- 森下紀見彦（サイビ住設サービス 社員） - 和知龍範
- 山口早希（サイビ住設サービス 社員） - 佐藤みゆき
- 牧野ヒサト（パルクーラー） - 久獅
- 坂上孝史（福井精研 社員） - 諏訪雅
- 北村恵美（最美不動産人事二課 社員） - 篠原真衣

第10話「爆弾バスツアー」
- 仁志悠真（京浜国際大学 元学生） - 林裕太
- 工藤ルリ（アイドル・本名「工藤瑠李」） - 小池美由
- 古谷雄一（ルリのファン） - 比佐仁
- 瀬戸口俊信（瀬戸口俊信プロダクション 社長） - 中野順一朗
- 工藤啓太（バスの運転手・ルリの父） - 金橋良樹
- 鈴木誠（ルリのファン） - 上西雄大
- 小川未琴（ルリのマネージャー） - 笠原千尋

第11話「完全黙秘」
- 前島公也（フリーター） - 岸田タツヤ
- 広田舞（人材派遣会社「藤木人材派遣サービス」社員・レンタル恋人の「桐原マミ」・公也の母違いの妹） - 岡本あずさ
- 中原圭一郎（警視庁捜査一課 管理官） - 小須田康人
- 加藤卓（警備員・公也の知人） - 篠原悠伸
- 藤木亮太（人材派遣会社「藤木人材派遣サービス」社長） - 森本のぶ
- 前島さつき（公也の母） - 木元ゆうこ
- 高梨さくら（人材派遣会社「藤木人材派遣サービス」社員） - 竹内茉音
- あさみ（公也の恋人・昨年自殺） - あいだあい

第12話「10億の妻」
- 古賀優子（武久の妻） - 三津谷葉子
- 古賀武久（投資会社「タイズマネジメント」役員） - 木下政治
- 遠山美里（フィットネススタジオ清掃員・優子の高校時代の友人） - 太宰美緒
- 下川（城東中央警察署 刑事） - 下塚恭平
- 河内靖之（優子の高校時代の担任教師） - 山本修夢
- 屋敷賢（屋敷運輸 社長） - 岡部尚

最終回「希望の香り」
- 高木（警視庁捜査一課8係 主任） - 利重剛
- 千代子（婦警） - 川俣しのぶ
- 原英一郎（ホームレス） - 松本実
- 和田圭吾（NPOボランティア団体の代表理事） - ドン・クサイ
- 小泉真希（東京地検 検事・渡辺の部下） - 栗山千明

#### season5（2022年）
第1話「仮面の銃弾」
- 溝口誠（アルバイト） - 名村辰
- 樋口晶子（「K」で働いていた女性） - 黒崎レイナ
- 夏目（警視庁品川東警察署 署長） - 蒲田哲
- 土井崇（警視庁品川東警察署八潮南公園前交番 巡査長） - 白石朋也
- 織田龍之介（レストラン「田園調布倶楽部」経営者兼シェフ） - 和田安弘
- 谷崎直哉（「タニザキファイナンス」代表） - 桑原辰旺
- 井伏治（前科者） - 佐藤タダヤス
- 泉太一（レストラン「田園調布倶楽部」従業員） - 高山与

第2話「誘拐実況」
- 渡辺志津香（松田の配信チャンネルのスタッフ） - 中島亜梨沙
- 松田省吾（タレント・動画配信者） - 山口祥行
- 入江慎平（階段から転落死した大学生） - 坂口涼太郎
- 松田真弓（松田の妻） - 久下恵美
- 倉島裕平（入江の大学の同期） - 才川コージ
- 遠野紗里（入江の協力者） - 鈴木ふみ奈

第3話「殺意の再演」
- 獅子山伊吹（舞台演出家） - 石垣佑磨
- 白羽行人（俳優） - 髙地優吾
- 獅子山紫苑（和菓子屋「獅子山堂」店主・伊吹の兄） - 菅原卓磨
- 三田村竜二（「レグルスプラン」社長） - レ・ロマネスクTOBI
- 木嶋みりあ（舞台衣裳担当） - きなり
- 満島諒太（俳優） - 小西貴大
- 藤山葵（俳優） - 佐久間悠
- 日暮実（「レグルスプラン」制作プロデューサー） - 石原善暢
- 宅間理恵子（和菓子屋「獅子山堂」店員） - 佐久間まち子

第4話「運のいい女」
- 緒方真琴（小説家・郷田の婚約者） - 市川由衣
- 小早川泉（明純社 記者） - 小島藤子
- 小田弥生（医師・真琴の文学サークル仲間） - 関めぐみ
- 郷田次郎（明純社 編集者） - 村上新悟
- 岸井里子（家事代行業） - 小柳友貴美
- アヤコ / 神原恵子（真琴のアシスタント・18年前に亡くなった文学サークル仲間） - 森田想
- 森歩（18年前に亡くなった文学サークル仲間） - 花澤美紅

第5話「未知なる毒」、第6話「約束」
- 滝口駿介（フリーター） - 兵頭功海
- 根木透（動画配信者ネギズキ・寺本家の隣人） - 大水洋介（ラバーガール）
- 大竹瑞希（料理代行業・妊婦） - 田川可奈美
- 久保池良太（不動産会社「ポンドホーム」部長） - 金重陽平
- 寺本壮治（不動産会社「ポンドホーム」社員・毒物「ノイズ」の売人） - 横山涼
- 大竹穂花（瑞希の娘） - 岩上希音
- 富田加奈子（主婦） - 羽野晶紀
- 小仏玲央（元半グレ・滝口の傷害事件の被害者） - 小島久人（第5話のみ）
- 滝口若葉（駿介の妹・2週間前に急性心不全で死亡） - 工藤美桜（第6話のみ）

第7話「字幕殺人」
- 三条祐子（映画配給会社 社員） - 大地真央
- リン・トクガワ（女優） - 石田ニコル
- 磯村健（字幕翻訳家・本名「西一郎」） - 真那胡敬二
- 竹内孝史（祐子のアシスタント） - 庄野崎謙
- 柳沼紗英（字幕翻訳家） - 上地春奈
- 黒川ヨシキ（字幕翻訳家） - 有原遣智
- 西夏子（西一郎の妻） - 小野田由紀子
- 米澤信夫（輸入食品会社社長） - 村岡弘之

第8話「乙女探偵」
- 早坂長平（花屋オーナー・蘭子の父） - 長谷川朝晴
- 早坂蘭子（高校生・乙女探偵「深世小夜香」） - 池間夏海
- 村下正三（ツジワン商事 社員） - 田鍋謙一郎
- 辻村幸作（ツジワン商事 社長） - 安藤彰則
- 迫水舞（フラワーショップ「シダの花」店長） - 冨手麻妙
- 市川茜（ツジワン商事 社長秘書） - 長澤奈央
- 早坂優子（長平の妻・蘭子の母・病死） - 西千春

第9話「仮面の追跡」
- 坂本幹也（株式会社イワサキ アートトランスポート 新規事業準備室 室長・元警察官） - 螢雪次朗
- 岩崎真治（株式会社イワサキ アートトランスポート 社長） - 木ノ本嶺浩
- 高橋啓介（警視庁立花東警察署盗犯係 巡査部長） - 尾崎右宗
- 木下絵里香（喫茶店店主・公平の妻） - 今野杏南
- 綾部豊（動画配信者・無職） - 守谷周徒
- 柴田（株式会社イワサキ アートトランスポート 社員） - 島村みやこ
- 木下公平（出張料理「デリdeシェフ」のシェフ・5年前自殺） - 重徳宏

第10話「再開発の罠」
- 久保美奈子（美幸と隼人の母・島田の中学の同級生・旧姓「西野入」） - 原田佳奈
- 久保美幸（東京都立鈴原東高等学校1年A組 高校生） - 田牧そら
- 島田和樹（BAR Spha tikaのマスター・自身の店で週に二度子ども食堂「しまだ食堂」を営業する） - 久保田悠来
- 木戸口淳（派遣会社「キャリアクション」営業部長） - 矢崎広
- 白河桜子（柏林中学校 教諭） - 東亜優
- 黒岩豪（アプリ制作会社「スタースプリング」SE） - 前田瑞貴
- 久保隼人（美幸の弟・幼稚園児） - 小川和真
- 岡本博子（ヒロ・スクラムプランニング株式会社 代表） - 山下容莉枝

第11話「判決の行方」
- 剛田浩司（定食屋「かしを食堂」店主・祥吾の父） - 国広富之
- 長谷川治（東京地裁裁判官・10年前に無罪判決を出した人物） - 石田登星
- 長谷川多津子（治の妻） - 田口萌
- 香野裕哉（無職・10年前傷害致死事件の被告人） - 湯川尚樹
- 峯木明（フリーライター） - 末広ゆい
- 香野留美子（裕哉の母） - 松本圭未
- 江上純（香野裕哉の大学の後輩） - 齋藤大貴
- 剛田祥吾（10年前傷害致死事件の被害者） - 牧亮佑

最終回「X DAY」
- 内田潤一郎（アルバイト） - 園山敬介
- 菊池和希（配達員） - 安田啓人
- 中島武郎（無職） - 杉林健生
- 佐藤寛（国会議員） - 木川淳一
- 島崎達夫（飲食店経営者） - 敬太
- 東山秀作（警察庁警備局警備企画課 理事官・新藤の父の元相棒） - 風見しんご

#### season6（2023年）
第1話「1001人の人質」、第2話「未来のエネルギー」
- 諏訪部孝一（国土交通大臣・IT企業 テクノエンス 元社長） - 神尾佑
- 高石沙月（諏訪部の秘書・元 週刊文啓 記者） - 知念里奈
- 大和田和弘（諏訪部の後援会長） - 本間剛
- 遠田秀平（テクノエンス 元副社長 → 代議士 諏訪部の秘書） - 鳥谷宏之
- 倉田雄一（諏訪部のSP） - 橋本拓也
- 田村信夫（議員会館で青柳と矢沢が話を聞いた男） - 乙黒史誠（第1話のみ）
- 井筒浩輔（掘削機開発事業 海帝製作所の元社長） - 相川裕滋（第1話のみ）
- 臼田章吾（神奈川県警） - 岸博之（第1話のみ）
- 神奈川県警 - 沖原一生（第1話のみ）
- 神奈川県警 - 五島龍之介（第1話のみ）
- 前島敬（帝名大学爆破事件 被害者・窃盗の前科者） - 菅原信一（第1話のみ）
- 浜川玲奈（帝名大学の学生） - 谷本琳音（第1話のみ）
- 野村あやか（帝名大学の学生） - 青羽里奈（第1話のみ）
- 水野隆（テクノエンスの社員） - 白畑真逸（第2話のみ）
- 浦井佳那子（徹の母） - 泉晶子（第2話のみ）
- 浦井徹（テクノエンス子会社の元社員・15年前過労死） - 望月章男（第2話のみ）

第3話「偽りの夫婦」
- 本条美緒（動画制作会社「ファクトドキュメンタリー」のディレクター） - 水崎綾女
- 本条悠太（喫茶店アルバイト・美緒の夫） - 鈴之助
- 川崎留美（斗真の妻） - 沢井美優
- 川崎斗真（輸入家具「川崎インテリア」の社長） - 古澤蓮
- 寺沢拓也（動画制作会社「ファクトドキュメンタリー」の社員） - 卯ノ原圭吾
- 真行寺桜（ベビ待ち桜セミナーの主催者） - 金沢涼恵
- 新海敦（美緒の元婚約者・悠太の親友・10年前死亡） - 渕野右登
- 市川康人（波動茶セミナーの主催者・留美の元恋人・10年前転落死） - 黄地裕樹

第4話「学園捜査」
- 畑中美玖（私立豊並高等学校のダンス部部長） - 長澤樹
- 上原弦太（藤山中央法律事務所の弁護士・スクールロイヤー） - 平埜生成
- 下川修三（私立豊並高等学校の副校長） - 佐伯新
- 畑中雪絵（美玖の母） - 西山繭子
- 藤山慶二（藤山中央法律事務所の所長） - 小林健
- 石上仁美（私立豊並高等学校のダンス部顧問） - 吹越ともみ
- 笹森（私立豊並高等学校の事務員） - 原扶貴子
- 野村雅吉（弦太の中学の同級生） - 大村わたる
- 漆田姫花（私立豊並高等学校のダンス部部員） - 花岡すみれ
- 浅井優希（私立豊並高等学校のダンス部部員） - 田中海咲
- 広川舞子（私立豊並高等学校のダンス部部員） - 矢野ななか
- 和田まひる（私立豊並高等学校のダンス部部員） - 紺谷凪乃

第5話「永遠の生命」
- 小田嶋博史（ヨツバ生物学研究所の主席研究員） - 水橋研二（少年期：嶽本渚琉）
- 城川早紀（太一の妻・旧姓「近藤」） - 片岡礼子（少女期：石井心咲）
- 城川太一（居酒屋チェーン「城川フーズ」の社長） - 戸井勝海
- 槇村俊平（居酒屋チェーン「城川フーズ」の専務） - 大迫一平
- 紺野亜由美（太一の秘書） - 我妻三輪子
- 今岡優香（ヨツバ生物学研究所の研究員） - 高橋凛
- 馬渕智彦（東京地検の検事） - 岸田真弥
- 近藤桂子（早紀の母） - 佐々木昌美

第6話「招かれざる客」
- 岸川恭弥（洋食店「キッチンレードル」の従業員） - 山口大地
- 今井信彦（洋食店「キッチンレードル」の店主） - 大堀こういち
- 三好杏（料理教室の先生） - 川俣しのぶ
- 今井安彦（バーの店員・信彦の息子） - 山口貴也
- 吉行香也子（「キッチンレードル」の契約農家） - 比佐廉
- 佐藤舞衣（バー「ブレンデッド」の店主） - 芦原優愛
- 島本健（半グレのリーダー） - えのもとぐりむ
- 松原士郎（10年前強盗致死事件で岸川に殺害された被害者） - 倉田昭二
- 松原美佐（士郎の妻） - 黒沢あすか

第7話「行旅死亡人334番」
- 関口エリ（萌絵の母） - 宮田早苗
- 小川奈央（劇団「雲の端」出身の声優） - 北原里英
- 関口萌絵（劇団「雲の端」劇団員） - 工藤遥（少女期：太田結乃）
- 松島信人（劇団「雲の端」代表・演出家） - おおたけこういち
- 河村貴司（デートクラブ 会員・一流企業会社員） - 瓜生和成
- 中山英徳（劇団「雲の端」劇団員） - 村田洋二郎
- 佐伯満（デートクラブ スタッフ） - ニクまろ

第8話「あの日の少年」
- 篠原信一郎（ソフトウェア開発会社経営・洋輔と吉宏の父） - 金子岳憲
- 篠原悦子（信一郎の妻・洋輔と吉宏の母） - 太田順子
- 篠原吉宏〈12〉（信一郎と悦子の次男・はまかぜ小学校6年生） - 嶺岸煌桜
- 結城誠（警視庁特殊捜査係主任） - 成松修
- 篠原洋輔（信一郎と悦子の長男・吉宏の8歳上の兄） - 遠藤健慎
- 片山早紀（信一郎の会社の社員） - 小崎愛美理
- 石島（借金の取り立て） - 伊藤公一

最終回「命がけの伝言」
- 真田雅弘（警察官・留置場担当官） - 佐戸井けん太
- 小島裕太（ゆかりの婚約者・老人ホーム「ヘルプエバー」元社員） - 永岡佑（少年期：前川伊織）
- 志崎圭一郎（三倉データサービス 社員） - 喜多村緑郎
- 真田美奈（真田雅弘の妻） - 吉沢梨絵
- 橋倉ゆかり（三倉データサービス 元社員・故人） - 友利恵（少女期：岡本望来）
- 与田千花（喫茶店 店員・児童養護施設 元職員） - 山野海
- 三倉陽平（三倉データサービス 社長） - イワゴウサトシ
- 安永博成（老人ホーム「ヘルプエバー」施設長） - 鈴木ただし
- 川田寿一（レストラン「エルナト」オーナー） - 三宅克幸
- 大井（三倉データサービス 副社長） - 木庭大輔
- 天樹悠（新専従捜査班 刑事） - 東山紀之（友情出演）

#### season7（2024年）
第1話「バベルの塔」
- 佐野兼一（マンションBABEL 301号室の住人・ビジネス系インフルエンサー） - 平岡祐太
- 平西淳（マンションBABEL 103号室の住人・マンション管理組合長・元教師） - 徳井優
- 島川政二（マンションBABEL 208号室の住人・求職中） - 木村了
- 角山哉子（マンションBABEL 201号室の住人・クラブホステス） - 三倉佳奈
- 井上龍生（マンションBABEL 102号室の住人・AIプログラマ） - 夙川アトム
- 大山剛宏（マンションBABEL 109号室の住人・保険金生活者） - 森田甘路
- スティーブ・ポール（マンションBABEL 202号室の住人） - 村雨辰剛
- 林田浩児〈63〉（マンションBABELの管理人） - 中村シユン
- 神戸絵美（マンションBABEL 307号室の住人・音大生） - 倉嶋かれん
- 土森（井上が以前働いていた会社のチーフ） - 佐藤真弓
- 大園翼（井上が以前働いていた会社の同僚） - 根岸拓哉
- 高橋誠（マンションBABEL 210号室の住人・家電会社社員） - 天野きょうじ
- 森谷幸宏（マンションBABEL 108号室の住人） - 猿山博昭
- 田代聖治（マンションBABEL 209号室の住人・金融会社社員） - 田代聖治
- 田村晶子（マンションBABEL 205号室の住人・スナック経営者） - としえちゃん

第2話「嘘つき」
- 寺本麻里佳〈32〉（古民家カフェ「ムマカフェ」店主・由真の高校時代の親友） - 長井短
- 藤沢睦美〈32〉（「ムマカフェ」共同経営者） - 宮﨑香蓮
- 小林沙織〈35〉（フードコンサルティング会社「フードシンフォニー」リーダー・樽谷の上司） - 河井青葉
- 樽谷宏〈28〉（フードシンフォニー 社員） - 見津賢
- 熊井寛人（「ムマカフェ」アルバイト） - 草野大成
- 岩瀬克己（自転車屋「ジョリーサイクル」店長） - やす（ずん）
- 長谷渉〈32〉（「ムマカフェ」元常連客・「ジョリーサイクル」店員） - 長谷川ティティ
- 清川光輝（キャッシュレス決済「Mobiler」社長） - 丸山正吾

第3話「新たな地へ」
- 小松翔吾（新保出版 電子コミック誌「コミックベータ」副編集長・元「ヤングスピード」編集者） - 小松和重
- 門倉裕一（新保出版 人気青年コミック誌「ヤングスピード」編集長） - 天野浩成
- 平花鈴（浅輪が旅先で知り合った絵の上手い女性・PN源丸） - 平澤宏々路
- 大田原信子（ベテラン人気漫画家） - 宍戸美和公
- 星川敏志〈35〉（「ヤングスピード」編集部員） - 大津尋葵
- 菅谷光誠（大田原のアシスタント） - 山本圭将
- 三川修斗（「ヤングスピード」編集部員） - 久保田武人
- 和合（連載を打ち切られた漫画家） - 宮崎隼人
- 堀内浩人（「コミックベータ」編集部員） - 出井景梧

第4話「愛の記憶」
- 井吹華（光一郎の妻・絵画修復師・1年前 夫の殺害現場で窓から転落し意識不明） - 足立梨花
- 千堂小夏（盗まれた絵画「愛の記憶」を描いた新進画家・井吹夫妻の大学の同級生） - 清水葉月
- 九條学（絵画修復師・「ひだまり修復工房」スタッフ → 現 経営者） - 堀家一希
- 井吹光一郎（前「ひだまり修復工房」経営者・絵画修復師・華の夫・1年前殺害される） - 三嶋健太
- 御子柴一成（小夏がよく個展を開いていた銀座の「翠波画廊」経営者） - 藤本浩二
- 都築芳恵（正敏の妻） - 金沢きくこ
- 桐岡貴久（刑事） - 境浩一朗
- 都築正敏（貿易会社経営・「愛の記憶」を欲しがっていた美術コレクター・3か月前病死） - 中山稔康
- 中込（華が入院している病院の看護師） - 岡田ひかる

第5話「悪女」
- 高野紗希（カリスマフィットネストレーナー） - ソニン
- 江田陽一〈44〉（江田健康研究所 代表） - 和田正人
- 柴崎宏隆〈37〉（フリーの記者） - 伊﨑右典
- 三島秀平（三島秀平法律事務所 弁護士） - 津和野諒
- 今永秀敏（柴崎を使っていた週刊誌編集部員） - パパイヤ鈴木
- 須野原浩平（フィットネスクラブ会員） - 長田拓郎
- 大山（紗希の取材をする雑誌編集者） - 大山きか

第6話「繋がった二人」
- 勝呂文平（清堂建設 社員・元受刑者） - 高橋努
- 船岡達郎（清堂建設 部長・元受刑者） - 六角慎司
- 高峰千尋（自称 勝呂の同居人） - 佐藤江梨子
- 大槻道長〈55〉（清堂建設 社長） - 林和義
- 浪口正徳（清堂建設 元社員） - 倉沢学
- 大槻純也（道長の息子・清堂建設 元社員） - 滝川広大
- 新津蓮香（純也の恋人） - 東慧依
- 角謙之助（純也の中学からの友人） - 白崎誠也
- 杉村（コンビニ「365ストア」店員） - 時松研斗

第7話「悪夢のリレー」
- 風戸達行（フードデリバリー「デリバリーミール」配達員） - JP
- 清田宗次（清掃員） - 玉置孝匡
- 轟卓志（タクシー運転手） - 諏訪太朗
- 守谷啓吾（警備員） - 福本伸一
- 谷繁正秀（黒い噂のある国会議員） - 山田明郷
- 中尾健治（風花の実父・居酒屋「鳥作」店主） - 金剛地武志
- 谷繁明里（秀輝の妻・風花の実母） - 早瀬マミ
- 谷繁秀輝（正秀の息子で秘書・風花の養父） - 吉田悟郎
- 谷繁風花（明里の娘・小学生） - 中村たんぽぽ

第8話「百満月」
- 佐々木敏江（猪狩哲治の知人・マンション「朝日ハイム」住人・2か月前死亡） - 中田喜子
- 小坂真子（マンション「朝日ハイム」管理人・本名：佐々木可奈子） - 笛木優子（5歳：伊藤かれん / 13歳：木村夏蓮）
- 新田春斗（終活セミナー「インティマシー」スタッフ・4年前特殊詐欺の受け子で青柳に逮捕されている） - 島村龍乃介
- 高木静雄（「インティマシー」社長・新田春斗の上司） - 渡部遼介
- 堀井一郎（マンション「朝日ハイム」管理組合理事長） - 真砂京之介
- 鎌田圭吾（鎌田外科医院 院長） - 佐渡山順久

第9話「偽りの三重奏」
- 出口一郎（映像で犯行予告をする謎の男） - 柏原収史（S7最終回）
- 朝倉昭雄（浅輪たちに宝石強盗と疑われる人物） - 森谷勇太
- 馬場幸成（青柳たちに銃の密売人と疑われるバーの客） - フェルナンデス直行
- 犬怪人 / 千葉信二（小宮山たちに犬泥棒と疑われる人物） - こんばやし元樹
- さきこ（飼い犬の太郎がいなくなったと訴える夫婦） - 森田咲子

最終回「何者」
- 福本（事件の首謀者） - 近藤頌利（S7第9話）
- 江川詠美（警視庁警備部警護課警護第4係） - 渡辺舞

#### final season（S8、2025年）
第1話「さまよう人々」
- 近藤由紀夫（警視庁特命捜査6係 係長） - 駿河太郎（幼少期：伊奈聖嵐）
- 中園高文〈66〉（篠山良子のスマホに着信履歴を残していた男性） - 松澤一之
- 赤尾宏美〈60〉（篠山良子のスマホに写真が残っていた女性） - 円城寺あや
- 赤尾元〈35〉（篠山良子が通っていたバーの店長・宏美の息子） - 朝井大智（幼少期：坂元楓）
- 中園玲〈30〉（篠山良子からSNSでフォローされていた女性・高文の娘） - 柳生みゆ（幼少期：宮崎樺音）
- 鈴木（篠山良子の遺体の第一発見者） - 村松利史
- 篠山良子〈35〉（家事代行業） - 井上奈々
- 佐藤（篠山良子の遺体の通報者） - 田村智浩
- 中村（警視庁8係 捜査員） - 岩田和浩
- 渡辺（警視庁臨海警察署 捜査員） - 池田倫太朗
- 高橋（中園高文のアリバイを証言する男） - 前田恭明
- 朱実（バーの従業員） - 坂巻有紗
- 加藤（ホテルのレストラン スタッフ） - 荒川浩平
- 伊藤（篠山良子の母の隣人） - 大山きか
- 山本（ホテルのレストランにいた男性客） - 一三
- アンナ（バーの従業員） - 桜井杏奈

第2話「盗まれた生命」
- 南双葉（警視庁品川東警察署盗犯係 刑事・高尾由真の後輩） - 富田望生
- 大坪慶太郎（GUARDIS警備保障 従業員・市ノ瀬まどかの元恋人） - 佐々木道成
- 市ノ瀬悠人〈28〉（乳児を抱えて交番に駆け込んだ男性・会社員） - 東ヨシアキ
- 長谷部恵奈（三笠レディースクリニック 事務員） - 玉井らん
- 三笠鈴子（三笠レディースクリニック 院長） - 中條サエ子
- 市ノ瀬まどか（悠人の姉・2年前に自殺） - 藤村陽菜
- 山城綾美（市ノ瀬悠人の元恋人） - 伊藤雨音
- 長谷部陽向（市ノ瀬悠人が抱いていた乳児・恵奈の息子） - 涼宮白亜
- 奥原杏里（人材派遣会社「キャリステップ」経営者） - 映美くらら

第3話「偽りのウェディング」
- 星野七美（ウェディングプランナー） - 加藤夏希
- 小川静香（七美の同僚） - 天野はな
- 高村裕樹（新郎・起業家） - 時任勇気
- 泉絵里奈（新婦・作光商事 社員） - 能條愛未
- 瀬戸口和也（裕樹の先輩・シンガポール赴任中） - 渡部秀
- 宍戸学（裕樹の元共同経営者） - 滝本圭
- 鈴木日向子（絵里奈の同僚） - 永井理子
- 広瀬大介〈31〉（アルバイト） - 髙野光希
- 泉達夫（絵里奈の父・福岡県議会議員） - 加藤満
- 高村久子（裕樹の祖母） - ソヨリコ
- 浅井晃一（絵里奈の同僚） - 鈴木康平
- 水沢有紀（広瀬の恋人） - 本田美羽
- 泉（絵里奈の母・達夫の妻） - 大須賀裕子
- ドリアン野々宮（ピン芸人） - 芋洗坂係長

第4話「罪の村」
- 山下奈緒子（旅館 女将） - 西原亜希
- 小林芳雄（霧音村の少年） - 森優理斗
- 福元正志郎（共同温泉 管理人・東京からの移住者） - 尾関伸次
- 鶴見（下甲府警察署霧音村駐在所 駐在員） - 星田英利
- 鬼頭晃〈32〉（大麻取締法違反の前科持ち） - 阿部遼哉
- 田中信一（ガス施工業者） - 鈴木理学
- 室井直（電気屋 店主） - 日下部千太郎
- 尾崎敏充（共同温泉 管理人） - 内藤裕志
- 清水（村民） - 花王おさむ
- 武藤（村民） - 北林テイ

第5話「間違えられた男」
- 紙谷栞〈20〉（「ラ・クレア デザイン専門学校」学生・カフェ「リューナ」アルバイト） - 内海誠子
- 熊谷文香（「ラ・クレア デザイン専門学校」学生・栞の友人） - 優希美青
- 島崎和人〈25〉（バンド「Infinity Cry」メンバー・栞の元恋人） - 凜大
- 谷村郁夫〈50〉（カフェ「リューナ」店長） - やべけんじ
- 花村努（萌の父） - 河野智典
- 花村陽子（萌の母・努の妻） - 石川ともみ
- 澤井夏帆（栞の友人） - 松城凜
- 入江秀哉（バンド「Infinity Cry」メンバー） - 瑠己也
- 江本リカ（島崎の恋人） - 溝口奈菜
- 小澤晃一（連続空き巣犯） - 田口浩正（二役）

第6話「もうひとつの特捜班」
- 夕川樹〈30〉（涼子の兄・傷害致死の前科持ち / ボクサー） - 福山翔大（幼少期：市野叶）
- 茂木涼子〈27〉（邦彦の妻・元看護師） - 森迫永依（幼少期：宮島るか）
- 茂木邦彦〈35〉（IT企業「ゼンフィル」社長） - 小久保寿人
- 桜庭潤（夕川の仲間） - 西銘駿
- 内田（涼子の恋人・10年前死亡） - 瀬野一至

第7話「ガラスの絆」
- 中崎幸生〈57〉（小料理屋「灯乃和」店主） - 西村和彦
- 中崎レント〈20〉（幸生の息子・本名「百合岡龍一郎」） - 福松凜
- 庄田雅樹（ファルコンアイ総合警備 社長・「灯乃和」常連客） - 伊東孝明
- 百合岡久伸〈44〉（水道工事業「グリーンパイプサポート」勤務） - 水野智則
- 川田修三〈62〉（「グリーンパイプサポート」社長） - 清水昭博
- 月山一平〈48〉（都議会議員） - 西沢仁太
- 平井紘太〈38〉（4年前の月山のライバル候補） - 鬼塚俊秀
- 江原（百合岡の競馬仲間） - 中嶋ベン
- 松本祐大〈36〉（宅配業者） - 石川大樹
- 清水（金融業者） - 加藤大騎

第8話「私が殺しました」
- 一色成美〈32〉（「私立聖洋高校」夜間定時制 生徒・不動産会社 アルバイト） - 佐々木史帆
- 阿久津英司〈21〉（「私立聖洋高校」夜間定時制 生徒・ビル清掃員） - 丈太郎
- 三枝幸生〈50〉（「私立聖洋高校」夜間定時制 生徒・青果店「八百權」店主） - 水野直
- 椿原祐佳〈32〉（「私立聖洋高校」夜間定時制 非常勤講師） - 仁科咲姫
- 赤松俊太郎（「私立聖洋高校」校長） - 山口竜央
- 久坂玲（「私立聖洋高校」教師） - 尾崎舞

第9話「心の居場所」
- 田中敦子〈50〉（喫茶店の常連客） - 伊勢志摩
- 市原リズ（デイトレーダー・「えいごう商事」元社員） - 行平あい佳
- 戸山次郎（「翠嶺大学」教員・敦子の元夫） - 西ノ園達大
- 戸山恵（「えいごう商事」元社員・敦子と次郎の娘・2年前自殺） - 小池唯
- 藤本央介（喫茶店の常連客） - 日向丈
- 小野寺万智〈29〉（「えいごう商事」企画部 社員） - 森由佳
- 工藤美月（喫茶店の常連客・女子高生） - 中村守里
- 中村紀行（喫茶店「何者でもない」マスター） - 成瀬正孝

最終回「ありふれた水曜日」
- 九野優樹〈20〉（テレビ番組 AD） - 岡部ひろき
- 久野茜（優樹の母・故人） - 平山よう

## スタッフ
- 脚本 - 徳永富彦（17回）、瀧川晃代（13回）、山岡潤平（9回）、たかひろや（8回）、岡崎由紀子（7回）、川﨑龍太（6回）、深沢正樹（4回）、稲葉一広（3回）、西駿人（同）、真部千晶（2回）、林誠人（同）、丸山真哉（同）、下亜友美（同） ほか
- プロット協力 - 酒巻浩史（S5第9話）、谷口佳奈子（S5第11話）
- 音楽 - 吉川清之
- 監督 - 細川光信（23本）、田村孝蔵（18本）、上堀内佳寿也（7本）、鈴木浩介（6本）、豊島圭介（5本）、新村良二（4本）、田村直己（同）、濱龍也（同）、兼﨑涼介（同）、吉田啓一郎（2本）、長谷川康（同）、杉村六郎（同）、内片輝（同） ほか
- エンディング絵コンテ - 持田隼生（S5第3話 - 最終回）
- ゼネラルプロデューサー - 大川武宏（テレビ朝日）
- プロデューサー - 神田エミイ亜希子（テレビ朝日 / S1 - S6）、石田菜穂子（テレビ朝日 / S5）、川島誠史（テレビ朝日 / S7 - ）、金丸哲也[360]（東映 / S1 - S4）、小髙史織（東映 / S1）、森田大児（東映 / SP - ）、丸山真哉（東映 / S3 - S6）、土井健生（東映 / S5 - ）
- 制作 - テレビ朝日・東映

## 主題歌
前身の『9係』時代から引き続き井ノ原が所属するV6が主題歌を担当していたが、S4放送終了後の2021年11月1日に解散。翌2022年のS5以降は井ノ原を含むV6の年長組メンバーによる20th Centuryが主題歌を担当している。
歌：V6（avex trax）
- S1 - 『Crazy Rays』
- SP・S2 - 『ある日願いが叶ったんだ』
- S3 - 『It's my life』
- S4 - 『僕らは まだ』

歌：20th Century（MENT RECORDING）
- S5 - 『夢の島セレナーデ』
- S6 - 『あなたと』
- S7 - 『旅立ちの鐘』[361]
- final season - 『ネバギバ 〜Never Give Up!〜』[362]

また、村瀬が小宮山にプロポーズし大団円を迎えたS4最終回のラストシーンでは、『9係』S1（2006年）の主題歌であった『グッデイ!!』が挿入歌として流された。同時にこれが、『9係』時代から15年間に及んだV6の主題歌担当による最後の放送回となった。
さらに、final season（S8）最終回では挿入歌として井ノ原のソロ歌唱による『愛する人へ』が使用された。この曲は同シーズン中から井ノ原演じる浅輪が劇中において度々アカペラで口ずさんでおり、最終回のエンドロールで曲の全容とタイトルが初めて明かされた。同曲は井ノ原自身が作詞作曲を手がけ、主題歌である『ネバギバ 〜Never Give Up!〜』のCDシングル盤（ネバギ盤）にカップリング曲として収録されている。

## 用語
※ストーリー内にたびたび登場する施設・会社・組織・部署・事件名・事故名などを記す。
警視庁捜査一課特別捜査班
神田川が、「事件の早期解決」を目的として新たに設立した捜査班。通称は「特捜9」であるが、普段は略して「特捜班」と呼ばれている。部屋には9係時代から使われていたコーヒーメーカーが、青柳の持ち込みという形で置かれている。
設立から遡ること1年前に発生した殺人事件で、9係は防犯カメラ映像をもとに組織犯罪対策部の捜査員と協力して容疑者を逮捕したものの、映像が捏造であることが後に発覚しただけに留まらず、捜査員も自殺してしまい（最終回にて殺人と判明する）、9係自体も捏造に加担したという濡れ衣を着せられて解散に追い込まれた。小宮山たちはこのような経緯から、「1年前と同じことの繰り返しになるかも知れない」として、当初は再結集に対し二の足を踏んでいたが、最終的に加納を除く9係全員が集結、新米の新藤を加え特捜9を結成し、後に9係解散の黒幕である高森を逮捕し雪辱を果たした。
基本的に、シリーズ全体を通してメンバーの変動がなかった9係とは異なり、特捜9では班長も含めたメンバーの脱退・加入が幾度か発生しており、中にはS5 - S6の新藤のように、諸事情で一時的に班を離れていた者もいる。また、2代目班長の国木田が班を去ったS7の第3話から、警部への昇進に伴って浅輪が班長となるS8までの間のように、班長が置かれていない時期もあった。

## 放送日程

### season1
- 放送期間：2018年4月11日 - 6月13日
- 放送回数：全10回
- 番組キャッチコピーは「9係から特捜9へ。」。
- 第8話はサッカーキリンチャレンジカップ「日本×ガーナ」中継（19時23分 - 21時27分）のため、30分繰り下げ（21時30分 - 22時24分）。
- 初回・第9話・最終回は15分拡大（21時 - 22時9分）。

| 放送回                                                                       | 放送日  | サブタイトル   | ラテ欄                                              | 脚本            | 監督       | 視聴率 |
| ---------------------------------------------------------------------------- | ------- | -------------- | --------------------------------------------------- | --------------- | ---------- | ------ |
| 1                                                                            | 4月11日 | 一万年の殺人   | 9係再集結 特捜班始動！1万年前縄文土器殺人事件!!     | 深沢正樹        | 杉村六郎   | 16.0%  |
| 2                                                                            | 4月18日 | 花嫁消失       | 波乱の臨場!! 高級ホテルの冷たい罠 花嫁消失殺人事件! | 深沢正樹        | 吉田啓一郎 | 15.4%  |
| 3                                                                            | 4月25日 | 殺人都市計画   | 着物の悪女！告発!! 殺人都市計画                     | 真部千晶        | 吉田啓一郎 | 14.5%  |
| 4                                                                            | 5月02日 | 床下の白骨死体 | 鑑識VS特捜班 床下の死体!! 妻の遺言 31の約束         | 岡崎由紀子      | 田村孝蔵   | 13.8%  |
| 5                                                                            | 5月09日 | 殺人ハーモニカ | 人形は見た!! 殺人ハーモニカ!? 怒る女の秘密          | 瀧川晃代        | 新村良二   | 14.3%  |
| 6                                                                            | 5月16日 | 赤い花の殺意   | 赤い花の疑惑 映画殺人!! グズマニアを追え!?          | 吉原れい        | 新村良二   | 13.2%  |
| 7                                                                            | 5月23日 | 殺しの紙幣     | 1万円の殺人 死にすぎた男!? 街歩き複眼捜査           | 青山勝 山本南伊 | 長谷川康   | 13.0%  |
| 8                                                                            | 5月30日 | 無限大の殺人   | 無限大の殺人                                        | 岩瀬晶子        | 長谷川康   | 11.1%  |
| 9                                                                            | 6月06日 | 連続殺人犯X    | 都内全域警戒 謎の連続殺人犯Xを追え!! 拡大スペシャル | 徳永富彦        | 細川光信   | 14.5%  |
| 10                                                                           | 6月13日 | 3つの時の殺人  | 最後の事件 9係解散…班長の真実 最終回スペシャル!!    | 深沢正樹        | 杉村六郎   | 14.0%  |
| 平均視聴率 14.0%（視聴率はビデオリサーチ調べ、関東地区・世帯・リアルタイム） |         |                |                                                     |                 |            |        |

### スペシャル
- 『日曜プライム』（21時 - 23時5分）にて放送。
- このスペシャルを最後に、『9係』時代からメインライターを務めてきた深沢正樹が降板した。

| 2019年4月7日                                                 | 特捜班最後の事件 | 新たな旅立ち…新章 警視総監からの指令!! 検察VS警察！司法の闇に挑む!! 鎌倉〜江の島殺人連鎖…狙われた命 死まで2ミリ！班長動く 特捜班最後の事件 | 深沢正樹 | 鈴木浩介 | 13.0% |
| （視聴率はビデオリサーチ調べ、関東地区・世帯・リアルタイム） |                  | |          |          |       |

### season2
- 放送期間：2019年4月10日 - 6月26日
- 放送回数：全11話
- 番組キャッチコピーは「これが最強捜査チーム。」。
- 5月22日は『白い巨塔』第一夜（21時 - 22時24分）放送のため休止。
- 初回・最終回は15分拡大（21時 - 22時9分）。

| 放送回                                                                       | 放送日  | サブタイトル         | ラテ欄                                                         | 脚本       | 監督     | 視聴率 |
| ---------------------------------------------------------------------------- | ------- | -------------------- | -------------------------------------------------------------- | ---------- | -------- | ------ |
| 1                                                                            | 4月10日 | 特捜班新たなる事件   | 新章始動!! 都内テロ発生…消えた容疑者！最大の危機               | 徳永富彦   | 鈴木浩介 | 15.2%  |
| 2                                                                            | 4月17日 | 正しい殺人           | 正しい殺人！校閲の女は見た!! 房総最終列車…上書きされた真相     | 岡崎由紀子 | 新村良二 | 12.3%  |
| 3                                                                            | 4月24日 | 平成最後の対局       | 不連続殺人!! 鉄壁のアリバイを持つ男VS特捜班!! 平成最後の大一番 | 林誠人     | 新村良二 | 11.6%  |
| 4                                                                            | 5月01日 | 令和最初の事件       | 逃亡する女!! 令和・最初の事件                                  | 岡崎由紀子 | 田村孝蔵 | 13.1%  |
| 5                                                                            | 5月08日 | 不自然発火殺人       | アロマの殺意 スーパー家政婦が見た不自然発火殺人!! 働く母の願い | 真部千晶   | 豊島圭介 | 12.7%  |
| 6                                                                            | 5月15日 | 星型の殺意           | 星型の殺意!! 女たちが秘めた12年間の確執！行列パイ店主殺害捜査  | 瀧川晃代   | 鈴木浩介 | 12.7%  |
| 7                                                                            | 5月29日 | タワーマンション殺人 | 見知らぬ遺体 マンション民泊殺人!! 妻VS愛人30分の空白           | 林誠人     | 田村直己 | 11.6%  |
| 8                                                                            | 6月05日 | 食べさせる女の殺意   | 優良企業殺人 目撃者は介護ロボット 隠し味捜査!? 容疑者は6人の女 | 下亜友美   | 田村直己 | 12.2%  |
| 9                                                                            | 6月12日 | 浅草大捜査線         | 浅草大捜査!! 500万拾った夜…下町落語殺人!? 鯛焼きと恩人の願い   | 稲葉一広   | 細川光信 | 14.3%  |
| 10                                                                           | 6月19日 | 時間差心中           | 鑑識の神様!? 悪徳詐欺!! 被害額2億 最終章                       | 丸茂周     | 鈴木浩介 | 12.7%  |
| 11                                                                           | 6月26日 | 正義の罠             | 正義の罠！旅立ち…さらば班長!! 最終回スペシャル                 | 徳永富彦   | 鈴木浩介 | 13.8%  |
| 平均視聴率 13.0%（視聴率はビデオリサーチ調べ、関東地区・世帯・リアルタイム） |         |                      |                                                                |            |          |        |

### season3
- 放送期間：2020年4月8日 - 7月22日
- 放送回数：全16回（全10話）
- 番組キャッチコピーは「事件を解く、最強ナイン。」。
- このシーズンから、前作『9係』season3（2008年）以来12年ぶりにタイトルバック映像が復活した[注 38]。
- 初回・最終回は15分拡大（21時 - 22時9分）。
- 新型コロナウイルス感染拡大による撮影延期の影響で、5月6日から6月10日までの6週分については新作の放送を中断し、『9係』並びに『特捜9』の「傑作選」を放送[368]。これに伴い放送終了時期も、例年より遅い7月末までずれ込む形となった。

| 放送回                                                                       | 放送日  | サブタイトル       | ラテ欄                                                     | 脚本       | 監督         | 視聴率 |
| ---------------------------------------------------------------------------- | ------- | ------------------ | ---------------------------------------------------------- | ---------- | ------------ | ------ |
| 1                                                                            | 4月08日 | 越境捜査           | 越境捜査連続殺人!! 3つの都市3つの謎                        | 徳永富彦   | 田村直己     | 14.2%  |
| 2                                                                            | 4月15日 | 妻の死体を運んだ男 | 新班長着任 妻の遺体を運んだ男                              | 稲葉一広   | 田村直己     | 13.9%  |
| 3                                                                            | 4月22日 | 殺しのオムライス   | 危険な捜査幻のオムライス!! 洋食屋の殺人                    | 瀧川晃代   | 兼﨑涼介     | 13.9%  |
| 4                                                                            | 4月29日 | 殺人の城           | 犯行生配信マジシャンVS6人の刑事!!                          | 山岡潤平   | 兼﨑涼介     | 13.9%  |
| 5                                                                            | 6月17日 | 10年目の殺人       | 再開新作! 班長の秘密に新展開!! 過去から来た男…10年目の殺人 | 丸山真哉   | 上堀内佳寿也 | 15.0%  |
| 6                                                                            | 6月24日 | 四色の殺人         | 4色の殺人 痕跡の多すぎる現場!! 鑑識の神VS逃げる女          | 岡崎由紀子 | 田村孝蔵     | 13.8%  |
| 7                                                                            | 7月01日 | 万引きGメンの死    | 狙われた女 万引きGメンの死!!                               | 森山あけみ | 上堀内佳寿也 | 13.5%  |
| 8                                                                            | 7月08日 | Ｗの殺人           | 内なる敵…1000円格安チラシ捜査 マンション密室殺人           | たかひろや | 細川光信     | 13.2%  |
| 9                                                                            | 7月15日 | 48時間の攻防       | 難攻不落!! 御曹司容疑者と知能戦 特捜班48時間の攻防         | 徳永富彦   | 細川光信     | 12.7%  |
| 10                                                                           | 7月22日 | 殺しの手帳         | 0.2%の可能性! 班長vs特捜!!捜査手帳の新事実                 | 徳永富彦   | 田村孝蔵     | 15.2%  |
| 平均視聴率 13.9%（視聴率はビデオリサーチ調べ、関東地区・世帯・リアルタイム） |         |                    |                                                            |            |              |        |

### season4
- 放送期間：2021年4月7日 - 6月30日
- 放送回数：全13回
- 初回・最終回は10分拡大（21時 - 22時4分）。
- 同年11月1日をもって解散したV6が主題歌を務めた最後のシーズンとなり、最終回のエンドロールでは『9係』season1の主題歌である『グッデイ!!』が挿入歌として使われた。

| 放送回                                                                       | 放送日  | サブタイトル     | 脚本              | 監督         | 視聴率 |
| ---------------------------------------------------------------------------- | ------- | ---------------- | ----------------- | ------------ | ------ |
| 1                                                                            | 4月07日 | 灰色の容疑者     | 徳永富彦          | 細川光信     | 13.2%  |
| 2                                                                            | 4月14日 | 殺人デザイナー   | 瀧川晃代          | 細川光信     | 13.7%  |
| 3                                                                            | 4月21日 | 最高の日         | 徳永富彦 金丸哲也 | 田村孝蔵     | 11.9%  |
| 4                                                                            | 4月28日 | 祈り             | 岡崎由紀子        | 田村孝蔵     | 14.2%  |
| 5                                                                            | 5月05日 | 殺しの設計図     | 岡崎由紀子        | 上堀内佳寿也 | 12.9%  |
| 6                                                                            | 5月12日 | 呪われた絵       | 山岡潤平          | 上堀内佳寿也 | 13.2%  |
| 7                                                                            | 5月19日 | 殺人パズル       | 稲葉一広          | 豊島圭介     | 13.9%  |
| 8                                                                            | 5月26日 | 密室のハリネズミ | 瀧川晃代          | 豊島圭介     | 13.0%  |
| 9                                                                            | 6月02日 | 空飛ぶ容疑者     | 三上幸四郎        | 田村孝蔵     | 13.2%  |
| 10                                                                           | 6月09日 | 爆弾バスツアー   | たかひろや        | 田村孝蔵     | 12.4%  |
| 11                                                                           | 6月16日 | 完全黙秘         | 山岡潤平          | 鈴木浩介     | 12.5%  |
| 12                                                                           | 6月23日 | 10億の妻         | 丸山真哉 細川光信 | 細川光信     | 12.9%  |
| 13                                                                           | 6月30日 | 希望の香り       | 徳永富彦          | 細川光信     | 13.9%  |
| 平均視聴率 13.1%（視聴率はビデオリサーチ調べ、関東地区・世帯・リアルタイム） |         |                  |                   |              |        |

### season5
- 放送期間：2022年4月6日 - 6月22日
- 放送回数：全12回
- 初回・最終回は10分拡大（21時 - 22時4分）。
- このシーズンから、エンドクレジットに役名が付記されなくなった。
- 前年にV6が解散したため、このシーズン以降は元V6の年長組である20th Centuryが主題歌を担当している。

| 放送回                                                                       | 放送日  | サブタイトル | 脚本       | 監督         | 視聴率 |
| ---------------------------------------------------------------------------- | ------- | ------------ | ---------- | ------------ | ------ |
| 1                                                                            | 4月06日 | 仮面の銃弾   | 徳永富彦   | 細川光信     | 12.4%  |
| 2                                                                            | 4月13日 | 誘拐実況     | 山岡潤平   | 細川光信     | 10.9%  |
| 3                                                                            | 4月20日 | 殺意の再演   | 下亜友美   | 上堀内佳寿也 | 11.0%  |
| 4                                                                            | 4月27日 | 運のいい女   | 瀧川晃代   | 上堀内佳寿也 | 10.9%  |
| 5                                                                            | 5月04日 | 未知なる毒   | たかひろや | 田村孝蔵     | 09.3%  |
| 6                                                                            | 5月11日 | 約束         | たかひろや | 田村孝蔵     | 11.4%  |
| 7                                                                            | 5月18日 | 字幕殺人     | 岡崎由紀子 | 細川光信     | 09.3%  |
| 8                                                                            | 5月25日 | 乙女探偵     | 西駿人     | 中澤祥次郎   | 11.0%  |
| 9                                                                            | 6月01日 | 仮面の追跡者 | 西駿人     | 田村孝蔵     | 10.3%  |
| 10                                                                           | 6月08日 | 再開発の罠   | 瀧川晃代   | 田村孝蔵     | 10.9%  |
| 11                                                                           | 6月15日 | 判決の行方   | たかひろや | 細川光信     | 10.7%  |
| 12                                                                           | 6月22日 | X DAY        | 徳永富彦   | 細川光信     | 10.2%  |
| 平均視聴率 10.7%（視聴率はビデオリサーチ調べ、関東地区・世帯・リアルタイム） |         |              |            |              |        |

### season6
- 放送期間：2023年4月5日 - 5月31日
- 放送回数：全9回
- 初回は6分拡大（21時 - 22時）。
- 編成の見直し[374]に伴い、例年とは異なり4月放送開始・5月放送終了という変則的な放送日程となった[注 39]。

| 放送回                                                                      | 放送日  | サブタイトル     | 脚本       | 監督         | 視聴率 |
| --------------------------------------------------------------------------- | ------- | ---------------- | ---------- | ------------ | ------ |
| 1                                                                           | 4月05日 | 1001人の人質     | 山岡潤平   | 内片輝       | 09.4%  |
| 2                                                                           | 4月12日 | 未来のエネルギー | 山岡潤平   | 内片輝       | 08.8%  |
| 3                                                                           | 4月19日 | 偽りの夫婦       | 瀧川晃代   | 細川光信     | 10.6%  |
| 4                                                                           | 4月26日 | 学園捜査         | たかひろや | 細川光信     | 10.5%  |
| 5                                                                           | 5月03日 | 永遠の生命       | 川﨑龍太   | 濱龍也       | 10.0%  |
| 6                                                                           | 5月10日 | 招かれざる客     | 西駿人     | 濱龍也       | 09.6%  |
| 7                                                                           | 5月17日 | 行旅死亡人334番  | 瀧川晃代   | 田村孝蔵     | 09.6%  |
| 8                                                                           | 5月24日 | あの日の少年     | 徳永富彦   | 田村孝蔵     | 10.0%  |
| 9                                                                           | 5月31日 | 命がけの伝言     | 山岡潤平   | 上堀内佳寿也 | 10.4%  |
| 平均視聴率 9.9%（視聴率はビデオリサーチ調べ、関東地区・世帯・リアルタイム） |         |                  |            |              |        |

### season7
- 放送期間：2024年4月3日 - 6月5日
- 放送回数：全10回
- 初回は6分拡大（21時 - 22時）。

| 放送回                                                                      | 放送日  | サブタイトル | 脚本       | 監督     | 視聴率 |
| --------------------------------------------------------------------------- | ------- | ------------ | ---------- | -------- | ------ |
| 1                                                                           | 4月03日 | バベルの塔   | 徳永富彦   | 豊島圭介 | 9.3%   |
| 2                                                                           | 4月10日 | 嘘つき       | 瀧川晃代   | 豊島圭介 | 7.8%   |
| 3                                                                           | 4月17日 | 新たな地へ   | たかひろや | 濱龍也   | 9.3%   |
| 4                                                                           | 4月24日 | 愛の記憶     | 川﨑龍太   | 濱龍也   | 8.6%   |
| 5                                                                           | 5月01日 | 悪女         | 山岡潤平   | 細川光信 | 8.4%   |
| 6                                                                           | 5月08日 | 繋がった二人 | 川﨑龍太   | 細川光信 | 9.0%   |
| 7                                                                           | 5月15日 | 悪夢のリレー | 木下半太   | 田村孝蔵 | 9.0%   |
| 8                                                                           | 5月22日 | 百満月       | 瀧川晃代   | 田村孝蔵 | 8.9%   |
| 9                                                                           | 5月29日 | 偽りの三重奏 | 徳永富彦   | 細川光信 | 8.3%   |
| 10                                                                          | 6月05日 | 何者         | 徳永富彦   | 細川光信 | 8.1%   |
| 平均視聴率 8.7%（視聴率はビデオリサーチ調べ、関東地区・世帯・リアルタイム） |         |              |            |          |        |

### final season
- 放送期間：2025年4月9日 - 6月11日
- 放送回数：全10回
- 初回は6分拡大（21時 - 22時）。

| 放送回                                                       | 放送日  | サブタイトル       | 脚本              | 監督     | 視聴率 |
| ------------------------------------------------------------ | ------- | ------------------ | ----------------- | -------- | ------ |
| 1                                                            | 4月09日 | さまよう人々       | 徳永富彦          | 細川光信 | 9.1%   |
| 2                                                            | 4月16日 | 盗まれた生命       | 川﨑龍太          | 細川光信 |        |
| 3                                                            | 4月23日 | 偽りのウェディング | 光益義幸          | 兼﨑涼介 |        |
| 4                                                            | 4月30日 | 罪の村             | 千阪拓也          | 兼﨑涼介 |        |
| 5                                                            | 5月07日 | 間違えられた男     | 山岡潤平          | 小島朋也 |        |
| 6                                                            | 5月14日 | もうひとつの特捜班 | 瀧川晃代          | 宗野賢一 |        |
| 7                                                            | 5月21日 | ガラスの絆         | たかひろや        | 田村孝蔵 |        |
| 8                                                            | 5月28日 | 私が殺しました     | 川﨑龍太          | 細川光信 |        |
| 9                                                            | 6月04日 | 心の居場所         | 瀧川晃代          | 田村孝蔵 |        |
| 10                                                           | 6月11日 | ありふれた水曜日   | 川﨑龍太 徳永富彦 | 細川光信 | 7.8%   |
| （視聴率はビデオリサーチ調べ、関東地区・世帯・リアルタイム） |         |                    |                   |          |        |